# Grito de Alcorta
Grito de Alcorta (littér. Cri d’Alcorta ou Appel d’Alcorta) est le nom donné à la rébellion des petits et moyens métayers survenue en 1912, sous la présidence conservatrice de Roque Sáenz Peña, dans le sud de la province argentine de Santa Fe, c’est-à-dire dans la région d’Argentine dotée alors de la production agricole la plus importante et jouant un rôle économique de premier plan dans la période considérée. La révolte, dont l’épicentre se situait dans la localité d’Alcorta et qui s’étendit bientôt à toute la zone pampéenne, marqua l’irruption des fermiers (chacareros, majoritairement des immigrants d’origine Italienne et espagnole) dans la politique nationale argentine du XXe siècle, et fut à l’origine de la FAA, organisation professionnelle paysanne représentative, toujours en activité à l’heure actuelle (2019).
Vers la fin du XIXe siècle, l’agriculture argentine s’était entièrement orientée sur une intégration dans le marché mondial (suivant le modèle dit agro-exportateur). L’essor de l’activité agricole, rendue possible par l’afflux de capitaux étrangers, par l’extension de la frontière (c’est-à-dire l’adjonction au territoire national de quelque 40 millions d’hectares auparavant tenus par les Indiens), par l’immigration de masse et par une considérable expansion du réseau ferroviaire, se traduisit par une diversification de l’élevage traditionnel et par une importance accrue de la production de céréales. La mise en vente des terres nouvellement conquises conduisit à la constitution de vastes domaines agricoles au mode d’exploitation extensif ; ensuite cependant, l’avènement de la crise de 1890, l’importance prise par la culture du maïs (à forte intensité de travail, à quoi se prêtait donc bien la main-d’œuvre familiale), et la nécessité d’une agriculture mixte (combinant élevage et cultures, notamment par souci de préservation des sols), feront que l’on eut recours à la stratégie consistant à découper les terres en parcelles de 50 à 100 hectares et à les offrir à bail à des métayers en échange d’un pourcentage de la récolte, grâce à quoi l’on réussit à maintenir le niveau de production, voire à l’accroître encore. Dans le sud de la province de Santa Fe, le métayage était devenu le mode d’exploitation prédominant — 70 % des agriculteurs étaient des métayers (non propriétaires) —, et l’investissement de capital à partir de la décennie 1890 favorisa la création de domaines agricoles fonctionnant comme des entreprises hautement efficaces, sous la conduite d’agronomes chargés d’optimiser la production par la mise en œuvre des dernières avancées techniques.
Les baux de fermage en vigueur prescrivaient, outre un taux de fermage aux alentours de 40 % des fruits, de livrer ceux-ci au dépôt en parfaite condition (humidité, mise en sacs, et égrenage) et de remplir une série de contraintes concernant l’ensemencement, l’acquisition d’intrants et d’équipement et la commercialisation ; de surcroît, en cas de difficultés imprévues, le métayer se voyait à tout moment menacé d’expulsion. Or la situation de ces petits producteurs se détériora subitement par la mauvaise récolte de 1911 (avec l’endettement subséquent) et par la chute des prix des céréales en 1912 (prix qui s’éleva à 9,10 pesos le quintal au début de la saison 1911/12, et chuta à 4,77 pesos en mai, c’est-à-dire quelques semaines après le début de la récolte), qui les empêcha d’éponger les pertes de l’année précédente et d’acquitter leurs dettes, au point que les semailles de la campagne suivante s’en trouvaient compromises. Les métayers aux abois incriminèrent les taux de fermage, qualifiés d’excessifs ; la plupart des autres coûts de production ayant été réglés à l’avance, le seul facteur sur lesquels ils eussent encore prise était donc le fermage, payable en effet après la récolte, encore que le taux ait été objectivement élevé et ait présenté une rigidité dissonante.
Les premières réunions de paysans contestataires eurent lieu en avril 1912 et débouchèrent sur la formation de la première ligue agraire de la province de Santa Fe. En mai 1912, ces agriculteurs firent part de leurs préoccupations dans un document, par lequel ils exhortaient les colons des autres villages à se joindre à la protestation, et lors d’une réunion suivante, il fut décidé de rédiger un Manifeste exposant une série de revendications. Le 25 juin 1912 enfin fut convoquée une assemblée à Alcorta, à laquelle participèrent environ 2000 agriculteurs, et où la grève des labours fut déclarée pour une durée indéterminée, jusqu’à obtenir satisfaction notamment des revendications suivantes : baisse générale des loyers et des fermages ; dépôt tels quels des produits agricoles dans les métairies (et non préconditionnés dans des entrepôts lointains) ; baux de fermage d’une durée minimum de 4 ans. Un modèle de bail fut rédigé par le juriste Francisco Netri, appelé en renfort par ses oncles prêtres, soutiens des métayers. Grâce aux qualités d’organisation de militants socialistes et anarchistes et par le retentissement qu’eut le mouvement dans la presse (citadine), le mouvement se répandit promptement dans le sud de la province de Santa Fe et aux régions limitrophes dans les provinces de Buenos Aires et Córdoba et ne tarda pas à avoir des répercussions dans les milieux politiques. Les propriétaires et sous-bailleurs finirent par céder un à un et à conformer leurs contrats de métayage aux revendications, et vers la fin du troisième mois après le début du conflit, il y eut un accord général pour reprendre le travail. Les compromis réalisés n’étaient dans bon nombre de cas que temporaires, et les métayers ne tardèrent pas à s’aviser qu’il n’y aurait pas de solution durable en l’absence d’une loi sur les baux de fermage, laquelle loi sera finalement adoptée, mais pas avant 1921.
Une « vision traditionnelle » (et aussi celle marxiste) du conflit a tendu à le réduire à un antagonisme entre d’un côté les riches propriétaires terriens, éleveurs, rentiers et absentéistes, et de l’autre des cultivateurs locataires pauvres et surexploités, victimes de contrats léonins — grille de lecture par trop schématique et manichéiste, qui ne prend pas en compte l’existence d’autres acteurs (sous-bailleurs, négociants, transporteurs, etc.), ni la disparité au sein du groupe des métayers ; le dirigeant socialiste Justo p. ex. cataloguait tous les métayers comme prolétaires, préférant ignorer leur forte hétérogénéité et le comportement proprement entrepreneurial et individualiste qui caractérisait bon nombre d’entre eux, lequel comportement consistait à rechercher le profit moyennant prise de risque, y compris à embaucher du personnel et donc à agir comme patrons. Un autre travers de la « vision traditionnelle » est de faire un départ inexact des causes structurelles et circonstancielles, en insistant à outrance sur la structure de propriété du monde agricole argentin à cette époque, au détriment des causes conjoncturelles (intempéries, soubresauts du marché mondial etc.), quand même la crise d’Alcorta mit certes au grand jour une certaine instabilité de la structure de production de l’économie agraire en Argentine.
Si le cahier de revendications des métayers mit en cause, en contestant le socle juridique des baux de fermage, la base même du système, il ne touchait toutefois pas directement à la structure agraire ni à la distribution de la terre. Il est vraisemblable que les dirigeants socialistes, qui avaient des idées bien arrêtees en matière de réforme agraire, aient guidé par leurs conseils les revendications des métayers, mais qu’ils ne réussirent pas à orienter celles-ci vers des objectifs résolument politiques. Le Grito cependant acquit immanquablement une dimension politique, par l’encadrement en soi politique du mouvement, par la répercussion dans la presse nationale, par la charge symbolique, voire mythique du Grito, et surtout par la fondation de la FAA comme organisation professionnelle de la petite et moyenne paysannerie, qui jouera un rôle primordial dans la vie politique et économique de l’Argentine.

## Contextualisation

### Contexte historique et social
Le mouvement de protestation appelé Grito de Alcorta eut son point de départ dans le sud de la province de Santa Fe, c’est-à-dire la région d’Argentine à la plus forte production agricole, région appelée à jouer un rôle économique de premier plan dans la période considérée. Celle-ci, qui court depuis la fin du XIXe siècle jusqu’à environ 1910, se caractérisait par une expansion très dynamique de l’agriculture, qui avait été rendue possible notamment par l’investissement de capital et qui du reste ne donna pas lieu à réclamations sociales d’envergure durant son développement. Cela commença à changer quand ladite expansion se mit à montrer des fissures par suite d’une plus grande volatilité du commerce mondial, en particulier par les cycles de chute du prix des grains, et d’autres facteurs tels que la hausse des coûts de production, la fin de l’expansion de la frontière, et la consolidation du type mixte d’exploitation agricole (cultures et élevage).

#### Orientation de l’agriculture argentine sur le marché mondial
À la faveur des campagnes militaires d’Adolfo Alsina et de Julio A. Roca, 40 millions d’hectares environ avaient été annexés, comprenant le centre et le sud de la province de Buenos Aires, toute la province de La Pampa, le sud de celle de Santa Fe et le sud de celle de Córdoba, c’est-à-dire une bonne partie de l’étendue qui allait devenir quelques décennies plus tard la zone la plus productive du pays. Le processus d’expansion tendit à privilégier dans un premier temps un type d’exploitation correspondant à la situation géographique et à la distance avec les marchés, qui déterminaient le coût du transport ; ainsi est-ce un système d’exploitation extensive qui fut mis en place, tel qu’induit par la pénurie des facteurs capital et travail, avec un type d’exploitation à grande échelle, basé sur l’élevage, en particulier dans les zones où le transport était le plus onéreux. L’élevage, apparaissant dans ces zones éloignées comme l’unique activité possible, accapara donc le terrain rendu disponible par l’élargissement de la frontière dans la zone pampéenne et définit en outre la taille des unités d’élevage, en général de grande dimension. La phase antérieure à 1880 s’était caractérisée par l’exploitation ovine, laquelle dominait la quasi-totalité de la province de Buenos Aires, plus particulièrement les zones de colonisation ancienne, et s’était étendue à Entre Ríos et aux parties sud des provinces de Santa Fe et de Córdoba.
Dans les dernières décennies du XIXe siècle et les premières décennies du XXe siècle, le modèle économique prévalant en Argentine était celui dit agro-exportateur. L’agriculture argentine s’était alors entièrement orientée sur une intégration dans le marché mondial, certes après qu’avaient été couverts les besoins intérieurs en céréales, en partie par l’importation de farine. Les producteurs se disposaient à satisfaire aux normes de sélectivité propres aux marchés mondiaux de produits de consommation de masse. Aussi l’essor de l’activité agricole se traduisit par la production de céréales et par une diversification de l’élevage, impliquant notamment une amélioration des races bovines afin de produire de la viande de qualité. Dans le même temps, le réseau ferré fut étendu (grâce à l’entrée de capitaux étrangers) et la frontière (avec les territoires tenus par les Indiens) fut sans cesse repoussée, par quoi de nouvelles terres étaient incorporées à la zone de production agricole, les courants migratoires devant fournir ensuite la main-d’œuvre nécessaire.

#### Importation de main-d’œuvre et infrastructures
Afin de peupler l’Argentine, une politique active d’immigration fut mise en place, visant à attirer en Argentine des immigrants européens pour coloniser les Pampas. De 1857 jusqu’à 1910, l’Argentine accueillit quelque 3 700 000 immigrants, dont une grande partie se voua à l’agriculture. Grâce à la mentalité travailleuse de l’immigrant européen, on put augmenter le rendement de la terre et transformer ainsi l’Argentine en « grenier du monde ». En effet, tous les immigrants venus se fixer en Argentine comme colons commencèrent aussitôt à faire fructifier les terres, par quoi la production augmenta rapidement: si en 1888, la récolte totale s’éleva à 2 millions de tonnes, elle dépassa en 1912 les 20 millions de tonnes. Dans le même temps, un réseau ferré de 45 000 km fut aménagé, dont les lignes se terminaient en majorité dans les ports, essentiellement Buenos Aires et Rosario,.
Parallèlement au développement des chemins de fer en Argentine, planifié par la Génération de 1880, le pays commença à produire des céréales, dont les excédents étaient ensuite exportés vers l’Europe. Cependant, la propriété de la terre continuant d’être aux mains de quelques rares grands propriétaires, l’écart économique s’approfondissait entre ces propriétaires fonciers et les immigrants qui travaillaient la terre.

### État des lieux de l’agriculture dans la province de Santa Fe
Dans la province de Santa Fe, la situation était différente de ce qu'elle était dans le reste de l’Argentine. Depuis le milieu du XIXe siècle, après que les grands fleuves (Paraná et Uruguay) eurent été ouverts à la libre navigation, les liaisons fluviales par le Paraná produisirent un changement important dans l’accessibilité des zones de production agricole, et la distance moindre avec les ports fluviaux impliquait des coûts plus faibles de mise sur le marché, ce qui par contrecoup donna une nouvelle impulsion à l’avancée des frontières, enrayée durant toute la première moitié du XIXe siècle par le manque de ressources destinées à combattre les indigènes. La production de céréales fut la voie de transformation dans cette province, et alla en grande partie de pair avec le processus de colonisation. Celui-ci débuta au milieu du XIXe siècle et, garanti par l’État argentin et connaissant un développement dynamique depuis la fin de la décennie 1860, favorisa le peuplement et l’essor de l’activité agricole, sur la base d’un régime particulier de détention foncière : des parcelles de 33 hectares furent réparties — de manière égalitaire dans les premiers temps — entre toutes les familles nouvellement installées, et ce sous un système moderne de propriété, moyennant registres systématiques tenus par l’État.
En réalité, dans la province de Santa Fe, quand même l’historiographie a donné à cette phase (engagée en 1858) le nom d’implantation de colonies officielles, l’État ne faisait que superviser l’établissement d’entrepreneurs privés, certes tenus de remplir certaines obligations, telles que le nombre de gens à installer et les équipements à mettre à leur disposition. À cet effet furent créées des maisons centrales d’administration dans chaque colonie. Une fois reconnue une colonie, des exemptions fiscales lui étaient accordées pendant les premières années de son activité. N’entraient en ligne de compte pour l’exemption fiscale que ceux qui ne donnaient pas à ferme leurs terres et qui s’étaient établis au-delà de la ligne de frontière. Ce nonobstant, la majorité des colonies étaient le produit de la colonisation privée, c’est-à-dire que les entrepreneurs achetaient des terres auprès d’autres particuliers, puis les subdivisaient pour vendre à tempérament, ou dans quelques cas, pour les louer à ferme. À partir de la décennie 1870, l’État argentin mit en œuvre une politique plus clairement définie en ce qui concerne la colonisation, affectant des ressources publiques en ce sens, dans le cadre d’un accord global entre les milieux gouvernants en vue d’une action concertée pour le peuplement et la mise en valeur des terres. Quoi qu’il en soit, si la colonisation « officielle » connut un certain élan dans quelques provinces et territoires, elle restera assez limitée dans la province de Santa Fe.
L’émergence de la production céréalière dans les colonies détermina la mise en place d’une agriculture extensive et spécialisée, qui put se développer vu la taille croissante que prenaient les unités de production dans les colonies à mesure qu’on s’éloignait des centres urbains. La réussite du système, et l’important apport migratoire qui l’accompagna, permirent en outre d’occuper la terre rapidement. La loi d’Immigration de 1876, qui donna un cadre légal au mouvement et définissait le rôle de l’État dans le processus, prévoyait des éléments incitatifs à l’immigration et la mise en place de filières permettant d’accueillir et d’aiguiller la masse des nouveaux arrivés.
Le modèle commença à présenter des failles quand la crise de 1890 provoqua une hausse du prix de l’or et limita l’afflux de capitaux. Le marché d’exportation des céréales se contracta par suite de la baisse des prix internationaux, mouvement baissier de longue durée s’expliquant en partie aussi par l’irruption de la production céréalière argentine elle-même sur le marché mondial. La situation devint à ce point critique qu’en 1893, les colons de la partie centrale de la province de Santa Fe se soulevèrent en armes, lorsqu’on voulut leur appliquer un nouvel impôt. Ce néanmoins, l’expansion agricole se poursuivit de façon exponentielle dans les années suivantes, et selon le recensement de 1895, la superficie cultivée avait atteint cinq millions d’hectares.
Les entreprises colonisatrices subirent les effets négatifs de plusieurs facteurs, dont un fut la suspension, par manque de capitaux, de l’extension des lignes de chemin de fer. Un autre facteur fut la diminution du prix de la terre et la chute de leur vente en raison du coût du crédit pour les candidats colons, entraînant en 1891 un solde migratoire négatif. C’est pour cette raison qu’on eut recours à la stratégie consistant à offrir les terres à bail, en échange d’un pourcentage de la récolte, grâce à quoi l’on réussit à maintenir les niveaux de production, voire de l’accroître encore malgré la crise. De plus, le caractère spéculatif qu’avait adopté la production agricole favorisa l’expansion du fermage, qui apparaissait particulièrement opportun aux immigrants désireux de se constituer un pécule rapidement sans pour autant se lancer dans des investissements en biens immeubles, et qui avaient l’intention de retourner au pays d’origine ou de s’installer ensuite en ville. Le système de colonisation d’abord promu par l’État, comportant pour les colons une certaine facilité d’accession à la propriété de la terre, fut ainsi remplacé à partir de 1880 par des colonies privées, où les terres étaient louées, découpées en parcelles et sous-louées. En 1914, 69 % des domaines étaient exploités par des métayers (non propriétaires), contre 35,79 % en 1895.
Au début du XXe siècle, la province de Santa Fe était la deuxième province du pays tant du point de vue démographique qu’au regard de la production, et se trouvait dans une zone que les politiques de l’État et le marché international privilégiaient. Le territoire de la province s’était fortement transformé sous l’effet des colonies établies dans ses parties centrale, ouest et sud, du déplacement vers le nord de la « frontière » (entre zones peuplées d’Européens et celles encore tenues par les Indiens), du quadrillage ferroviaire, et de la croissance des deux villes principales — Rosario, centre commercial et portuaire, et Santa Fe, siège de l’administration, doté d’un prestige historique car remontant aux premiers temps de la colonisation espagnole. En 1900, la population de la province s’établissait à 550 000 personnes.
Au tournant du siècle, plus de 350 colonies agricoles avaient été créées et l’on recensait 2 500 établissements industriels, en majeure partie liés à l’agro-alimentaire. Si le progrès matériel est considérable, de profondes inégalités s’étaient mises en place, d’une part entre les différentes régions du pays, d’autre part et surtout sur le plan social, tant dans les campagnes que dans les villes. Les lois en vigueur criminalisaient toute protestation, qui était aussitôt vigoureusement réprimée ; les mesures d’expulsion des étrangers, auxquelles les autorités étaient habilitées à avoir recours en vertu de la loi dite de Résidence, permettaient de neutraliser l’influence des anarchistes.
À cause du haut rendement des terres, de la mise en service du chemin de fer Rosario-Córdoba (construit en 1870) et Rosario-Casilda (de 1881), et de la proximité des ports de Rosario et de Buenos Aires, dotés d’accès maritime, les départements du sud de la province constituaient vers 1910 la zone la plus peuplée et le centre de gravité économique de la province. Ici étaient concentrés 74 % du bétail bovin, et les cultures agricoles y enregistraient les niveaux les plus élevés de production de céréales et de maïs. La terre multipliait sa valeur, tandis que la petite et moyenne propriété cédait le pas à la grande extension et à une configuration latifondiaire. Au sein des couches dominantes rurales, une trame complexe s’était mise en place qui comprenait les propriétaires terriens et les entreprises qui intervenaient comme intermédiaires dans le système de métayage ; face à eux se tenaient les agriculteurs métayers, en majorité des immigrants italiens et espagnols, arrivés en Argentine vers 1890.
Certaines spécificités ont fait de la région autour d’Alcorta un espace particulièrement propice à la protestation des métayers. Sise le long du Paraná, cette région de production englobe une partie des provinces de Santa Fe (les départements du sud de la province), de Buenos Aires (les partidos du nord et de l’ouest) et de Córdoba. Dans la première décennie du XXe siècle, les caractéristiques édaphologiques en faisaient l’une des étendues les plus chères pour le développement de l’agriculture ; très fertiles, avec une bonne pluviosité, les terres se prêtaient fort bien à la culture du maïs. Dans la région prédominait le système de fermage ou de métayage, source de rente pour les propriétaires terriens, les firmes colonisatrices ou les intermédiaires qui sous-louaient aux agriculteurs des parcelles de taille réduite.
La culture et la production de maïs présentaient des particularités : la récolte, qui se faisait à la main, supposait des coûts de main-d’œuvre plus élevés que dans le cas du blé p. ex. Les épis de maïs étaient transportés dans des sacs vers le lieu d’emmagasinage, où on procédait ensuite à l’égrenage, opération qui dans certains cas, comme dans le sud de la province de Santa Fe, pouvait s’effectuer à l’aide de machines, capables d’égrener de 800 à 1200 quintaux par jour. Ensuite, les grains étaient déposés dans des sacs en vue du charroi à destination de la gare ferroviaire. Ces opérations nécessaient de la main-d’œuvre et impliquaient donc pour ce produit un coût plus élevé au titre de personnel temporaire.

#### Le métayage comme schéma d’exploitation prédominant
À cette époque dans la province de Santa Fe, le métayage était donc l’une des stratégies d’exploitation les plus fréquentes. Contrairement à la « vision traditionnelle » sur le conflit d’Alcorta, qui tend, comme l’auteur Plácido Grela p. ex. (1958), à attribuer un poids déterminant au problème de l’accession à la propriété, ce qui en réalité détermina la diffusion du métayage était la raison simple que la rente issue des cultures non seulement pouvait rivaliser avec celle issue de l’élevage, mais encore que les cultures étaient nécessaires pour arriver à un meilleur produit animalier, moyennant l’adoption d’une stratégie combinée permettant de pourvoir en pâturages, d’alterner les cultures pour préserver les sols, et de diversifier les investissements et répartir les risques. L’unité productive de base associait désormais élevage et cultures, et était généralement confiée à des métayers, non seulement parce que la main-d’œuvre était chère, mais aussi sans doute selon le même critère que naguère dans les élevages d’ovins, où l’on faisait appel de préférence à des ouvriers agricoles et à des gérants irlandais, compte tenu de leur qualification et de leur expérience,. Les immigrants récents dans la province de Santa Fe étaient pour partie au moins composés d’agriculteurs aguerris, voire spécialisés dans la production céréalière, ce qui les rendait mieux qualifiés et plus expérimentés que les classiques fermiers éleveurs pour mener à bien cette tâche nouvelle.

#### Baux de fermage
Les contrats conclus entre métayers et bailleurs présentaient une notable variabilité, surtout au regard du mode de payement du fermage et du mode d’exploitation de la terre. Aussi l’univers du métayage était-il d’une grande diversité, de même qu’il y avait beaucoup d’autres formes de détention de la terre et que d’autres acteurs intervenaient dans le processus de production agricole. Le recensement de 1895 fait état, pour la zone rurale d’Alcorta, de 174 exploitations, desquelles 173 étaient soit en métayage (au sens propre, avec partage à moitié fruits), soit en fermage, et travaillées par des étrangers en unités de moins de 50 cuadras (aux alentours de 83 hectares) ; les exploitations d’une taille supérieure à 150 cuadras relevaient de l’exception. Une firme, la Martelli Frères, se trouvait enregistrée comme propriétaire à elle seule de 4200 cuadras ; cependant, cette entreprise n’ayant pas d’indices de production, on peut en inférer que toutes ses terres étaient cédées à bail.
Aux termes de la plupart des contrats de métayage, entre 40 et 50% du produit devait être cédé au bailleur. Les conventions stipulaient par ailleurs que l’on ne pouvait pas destiner au pacage du bétail plus de 6 % de la superficie louée, ou encore que la production devait être remise au propriétaire du champ, selon un ensemble de conditions de plus en plus complexes. Les propriétaires devaient avoir leur part dans tout animal élevé sur la parcelle. Souvent, le propriétaire n’avait à s’acquitter d’aucun frais, et venait prendre livraison du produit sur sa métairie, en parfaite condition, égrené et mis en sacs. Le paysan était en outre tenu de remplir une série de conditions se rapportant à la superficie ensemencée, la manière de semer, et autres ; en cas de difficultés imprévues, le métayer pouvait s’attendre à être délogé. Les iniquités des baux de ferme résidaient aussi dans le courte durée de validité, dans les augmentations constantes du montant de la location, et dans l’absence de toute clause établissant la liberté de moissonner et de battre le blé, ou et le droit d’habiter une maison décente.

#### Coûts de production
Il importe d’évaluer le poids respectif, d’une part, des causes conjoncturelles de ce moment particulier de l’histoire, et d’autre part, des causes structurelles souvent privilégiées dans l’explication « traditionnelle » (le terme est d’Osvaldo Barsky), et de faire le départ exact entre ces groupes de facteurs. L’équation problématique des coûts, telle qu’elle se présentait au moment de la protestation, mais qui en fait remontait à la conjoncture 1911-1912, semble mieux à même d’expliquer les difficultés de 1912 que les supposées rigidités de la structure agraire.
En effet, dès 1905, avec des coûts de production s’élevant alors à 2,90 pesos pour un quintal, et un prix du maïs d’environ 3,80 pesos le quintal à la bourse de Rosario dans les dix dernières années précédant 1904 (avec des hausses jusqu’à 5,00 pesos en 1897 et des baisses jusqu’à 2,50 pesos en 1899), le taux de profit s’établissant donc à environ 20 %, il est légitime de postuler que le montant du loyer de la terre était effectivement excessif, car ce montant représentait entre 13 et 26 % de la valeur finale du produit à l’embarquement dans le port, et 25 à 40 % du coût de production. En d’autres termes, même au moment où le système fonctionnait, et longtemps avant l’éclatement du conflit d’Alcorta, on constate que certains coûts avaient en effet acquis une rigidité en discordance avec la variabilité des autres coûts et avec le risque attaché à l’exploitation. En 1912, le coût de production avait augmenté (dans le cas de figure d’un métayage avec travail familial) de presque 27 % par rapport à l’année 1905, et même davantage dans le cas où du personnel salarié devait être embauché.
Il importe d’autre part de noter qu’au cours des mois de mars à juin 1912, quand l’agriculteur devait apporter sa récolte, le prix du maïs sur le marché avait subi une chute considérable, se négociant en effet à un prix moyen de 5,13 pesos par quintal, en regard des 9,10 pesos par quintal au moment des semailles, prix sur lequel s’étaient construites les perspectives de bénéfice. Même ainsi cependant, le taux de profit se situait, ramené aux coûts, à environ 43 %, soit un taux restant assez élevé, même en comparaison de celui de 1905, mais néanmoins beaucoup moins que ce qui avait été escompté. S’y ajouta l’antécédent de la mauvaise récolte de l’année précédente (1911), avec son lot de dettes supplémentaires contractées par les agriculteurs. Mais en somme, la situation de 1912 n’était pas nécessairement pire que celle de 1905, année où pourtant aucune protestation ne se produisit, ou que celle des autres années, où avaient été enregistrées de très fortes variations dans les rendements.
Il est fondé de penser que les prix élevés d’août 1911 à février 1912 aient incité beaucoup de gens déjà chargés de dettes à tout miser sur la nouvelle saison, et à gonfler encore leur endettement ; et également que des gens sans expérience dans la production agraire aient pu se lancer dans l’activité, spéculant sur des gains rapides. Le prix intéressant du maïs au moment de l’ensemencement et les projections de taux de profit incitèrent sans doute nombre de gens dépourvus d’équipements et de capital à s’aventurer dans la production agricole, à se surexposer, et à se rendre vulnérables aux contingences, les perspectives se révélant illusoires par la suite. Cette disposition d’esprit devait être moins présente en 1905 p. ex., parce que les perspectives de bénéfices avant la récolte n’apparaissaient pas si grandement favorables qu’en 1912, et n’entraînèrent donc probablement pas de nombreux producteurs dépourvus de capital, sans grandes ressources, donc plus vulnérables aux contingences, à se surexposer.
En tout cas, au moment où en 1912 le prix du maïs se mit à baisser, les autres coûts de production (salaires, machines, frais de subsistance du métayer, etc.) avaient déjà été payés, et ce sont alors surtout les propriétaires qui du coup furent placés dans une situation vulnérable, vu que le fermage, que l’on n’était en effet tenu d’acquitter qu’à l’issue de la moisson, restait comme seul coût sur lequel les métayers pouvaient encore tenter de faire pression pour équilibrer leurs comptes.
Ceux des métayers qui avaient souscrit à un bail à pourcentage des fruits eurent moins à souffrir de la baisse de prix de la céréale que ceux qui l’avaient fait sous le régime du fermage pécuniaire fixe. La rente réclamée par les bailleurs a dû apparaître comme une variable qui avait augmenté aussi longtemps qu’augmentait le prix du maïs, mais qui ne baissa pas pareillement lorsque le prix se mit à chuter ; il est vraisemblable que cette asymétrie, encore que la production ait pu s’avérer néanmoins rentable dans les circonstances données, ait semblé abusive.

### Acteurs et forces en présence
Dans la « vision traditionnelle » du conflit, la focale était placée sur les propriétaires terriens et sur leur rôle dans le développement de l’industrie de l’élevage, sur la concentration de la terre entre quelques mains, et sur les actions menées par les gros propriétaires pour sauvegarder leurs intérêts. D’autres auteurs leur ont attribué le rôle de bénéficiaires passifs et absentéistes des rentes issues de la location de leurs terres. Parmi les prémisses de cette façon de voir, on trouve le postulat du caractère purement institutionnel de la grande propriété, son irrationalité économique et la mentalité conservatrice de l’oligarchie des propriétaires fonciers. Surgit également une vision marxiste, qui postule l’existence d’une société à caractère féodal, polarisée entre propriétaires terriens et métayers, et constituant un frein à l’épanouissement des forces productives. Dans une interprétation plus récente, la classe des propriétaires fonciers, par sa détention monopolistique de la terre et de sa rente différentielle, fut impulsion et obstacle au développement capitaliste, car si cette classe était la principale bénéficiaire des excédents dégagés, elle n’avait cure de réinvestir ces excédents dans le processus productif>.
Réduire le Grito de Alcorta à un conflit entre ces deux seuls secteurs — les métayers d’une part, et les propriétaires fonciers d’autre part — est une simplification excessive, de même que le groupe des propriétaires n’est pas reductible à quelques schémas simples. Pour ne mentionner que l’un des acteurs en présence, le monde que composait le groupe, historiquement important, des propriétaires terriens se présente en réalité comme plutôt hétérogène et d’une composition assez confuse. De surcroît, d’autres acteurs présents dans les campagnes jouaient un rôle plus important que les propriétaires fonciers, plus particulièrement les intermédiaires, qu’animaient diverses visions de l’activité agricole et qui seront aux premiers rangs pour essayer de définir la marche à suivre pour résoudre le conflit. D’autres membres de la structure agraire, quoique ne paraissant pas impliqués directement, faisaient partie intégrante du système de production et ne manqueront pas eux aussi d’influer sur le déroulement du conflit ; ce sont : les commerçants, les transporteurs, les compagnies ferroviaires, les exportateurs, et divers fournisseurs d’équipements et d’intrants. Plus récemment, des auteurs ont mis en évidence le caractère capitaliste assumé par le développement agraire dans les Pampas, y compris quand la structure agraire y était encore essentiellement assujettie à l’élevage, et ont conclu que le choix par le fermier en faveur de tel ou tel type d’exploitation était subordonnée aux opportunités d’investissement et à la possibilité offerte de mener un négoce rentable. Il a été constaté que les différences de dimension des exploitations dans la province de Buenos Aires étaient dans beaucoup de cas corrélées à leur situation au nord ou au sud du fleuve Salado. Au nord, où les cultures et le commerce étaient en compétition avec l’élevage, les unités étaient plus petites ; au sud, les unités étaient plus grandes et tendaient à se concentrer en des mains peu nombreuses à cause du bas prix de la terre et du faible investissement de capital que nécessitait l’exploitation extensive. Après examen des résultats de l’application de la Ley de Enfiteusis (loi sur les Baux emphythéotiques, de 1826), on observe qu’au nord du Salado, l’appropriation massive et sous forme de vastes domaines agricoles, sur laquelle insiste tant la « vision traditionnelle », ne s’est apparemment pas produite.
Un groupe d’éleveurs plus hardis ou plus progressistes se trouva disposé à relever le défi que leur lançait la demande mondiale et à mettre en chantier les processus nécessaires à la reorganisation de leurs entreprises. Les reproducteurs et hivernateurs, qui tiraient grand profit de la production bovine, consentirent à s’inscrire dans ce cadre. L’expansion du chemin de fer, qui établissait des liaisons avec les terres les plus lointaines, et les prix agricoles favorisèrent leur décision de se focaliser désormais sur les cultures. Cependant, non seulement la rente culturale était en mesure à présent de concurrencer celle de l’élevage, mais encore les cultures étaient nécessaires à l’obtention d’un meilleur produit animal. C’est cette conversion qui détermina ensuite la diffusion du métayage comme mode d’exploitation, par le simple effet d’une stratégie combinant fourniture de pâturages, rotation des cultures (pour préserver les sols), et diversification des investissements et dispersion des risques ; en conséquence, l’unité fonctionnelle de production devait donc associer l’élevage avec les cultures, lesquelles cultures allaient en règle générale être confiées à des métayers, non seulement parce que la main-d’œuvre était chère mais aussi peut-être en vertu du même critère qui faisait que naguère dans les exploitations ovines, l’on choisissait en raison de leur expérience les Irlandais comme journaliers ou comme gérants. Dès lors, l’expansion des cultures devenait une affaire rentable en elle-même, et les éleveurs les intégrèrent dans leur activité sans pour autant laisser de côté l’élevage. Dans ce schéma, le métayer joua souvent le rôle d’organisateur d’entreprises à main-d’œuvre familiale, grâce à quoi il put maximiser ses revenus, et investir ensuite un petit capital dans le travail des terres qu’il prenait à bail. En somme, il est inapproprié de réduire les acteurs agraires à deux groupes antagonistes, d’un côté les riches propriétaires éleveurs, et de l’autre des cultivateurs pauvres et locataires ; il y a pour le moins de nombreuses nuances à apporter à la « vision traditionnelle » qui tend à dépeindre les rapports de force sous un schéma par trop simple, où les cultivateurs sont maintenus sous la botte de grands propriétairs fonciers par des contrats léonins, et il y a lieu également de prendre en compte l’action d’autres acteurs, agriculteurs eux aussi, qui pouvaient avoir la possibilité d’épargne et prospérer de façon autonome dans le cadre d’une économie en transformation et en quête des stratégies les mieux adaptées aux nécessités de production et du marché.
Aussi le modèle d’exploitation familial caractéristique des colonies agricoles, destiné à ses débuts à l’approvisionnement régional ou national, laissa-t-il la place ensuite à une production agricole appelée à satisfaire la demande internationale en céréales. Si certes quelques colons furent incapables d’affronter les coûts de leurs parcelles, d’autres en revanche surent agrandir leurs unités et allèrent jusqu’à recourir, pour les besoins de leur exploitation, à de nouveaux agents, les moins dotés de ressources, tels que péons de campagne ou journaliers rémunérés au rendement.
Dans le sud de la province de Santa Fe, les résultats de l’élevage d’ovins, bien que satisfaisants, ne permirent pas dans un premier temps à la colonisation de prospérer. Après la décennie 1880, les changements dans les chiffres de rentabilité donnèrent lieu à un processus de transition d’abord en faveur du bovin raffiné, puis d’une combinaison avec des cultures. Les principaux facteurs ayant favorisé l’apparition de noyaux de colons propriétaires ou métayers furent : la subdivision des grands domaines agricoles (estancias), conformément aux perspectives de production, appuyées sur la fertilité de ces terres ; les moindres coûts de transport ; et la main-d’œuvre que l’immigration faisait affluer. D’autre part, il y avait des différences marquées avec le reste de la province, en ce sens qu’ici l’activité céréalière fut le fait d’entreprises mixtes (associant cultures et élevage), où la culture des céréales était accomplie par des agriculteurs sous le régime du fermage ou du métayage. Cet état de fait provoqua une hausse du prix des terres. D’autres facteurs ayant concouru à la valorisation de cette zone étaient l’amélioration des infrastructures —  nouvelles lignes de chemin de fer, nouvelles gares, nouvelles routes — et l’investissement de capital à partir de la décennie 1890 pour la création de domaines agricoles fonctionnant comme des entreprises hautement efficaces, sous la conduite d’agronomes chargés d’optimiser la production par la mise en œuvre des dernières avancées techniques. Il est à noter que l’évolution favorable du prix de la terre était due à la hausse de la rentabilité, elle-même l’effet du changement de taille des exploitations, de la subdivision des propriétés, et du regroupement des unités plus petites, toutes mesures permettant de baisser les coûts d’exploitation.
Les propriétaires, voyant que leurs terres acquéraient de la valeur si on en changeait rapidement l’orientation productive, optaient alors pour les donner à ferme, ce qui leur convenait mieux que de risquer du capital dans leur mise en production ; d’autres propriétaires, qui vaquaient à leurs activités en ville, cherchaient seulement, quand ils investissaient dans ces terres, une source sûre de bénéfices, compte tenu que la rente était élevée ; c’était le cas notamment d’Antonio Devoto (le maître des terres où le conflit d’Alcorta prit naissance), qui, promoteur immobilier de son état, était clairement une figure du milieu urbain. En outre, par suite de la crise, beaucoup de propriétaires furent portés à mettre leurs terres à bail en attendant un changement sur le marché (dans le sens d’une hausse des prix), tout en en retirant quelque bénéfice dans l’entre-temps.
Si les terres incorporées au domaine de l’État argentin à la faveur de la Campagne du désert n’étaient pas toutes aptes à la mise en valeur agricole, l’extension du réseau ferré a pu rendre ensuite faisable ladite mise en valeur, attendu que dans quelques cas l’amélioration de l’infrastructure ferroviaire changea significativement la situation. Les fermes devaient nécessairement se trouver à moins de 25 km environ des voies ferrées, car au-delà de cette distance, la rentabilité était mise à mal par les frais de transport.
Le sud de la province de Santa Fe réunissait toutes les qualités pour l’exploitation agricole spécialisée centrée sur la culture du maïs, et les revenus issus de telles cultures pouvaient y rivaliser avec les revenus de l’élevage. C’est pourquoi des investissements en technologie et en infrastructure avaient été effectués dans cette région en vue d’y constituer des exploitations présentant les caractéristiques de véritables entreprises productrices de grande envergure. Des investissements d’une telle ampleur déclenchèrent bientôt une demande plus forte à s’implanter sur place, en particulier de la part d’immigrants qui, attirés par les potentiels profits, étaient disposés à prendre consciemment des risques et à payer des taux de fermage très élevés tels que déterminés par la loi de l’offre et de la demande.

#### Métayers (arrendatarios)
Les baux de fermage différaient entre eux quant à leurs conditions contractuelles, produisant des variantes qui reflétaient les différents modes de fonctionnement adoptés par le système rural ; l’une d’elles était la location sous sa forme la plus simple, le fermage, à savoir : payement d’une redevance en argent, en échange de l’usage de la propriété pour une période déterminée. Toutefois, le contrat le plus courant était le contrat de métayage, où le payement s’exprimait en un certain pourcentage des fruits. Dans ce cas de figure, le propriétaire cédait une parcelle de terre et le locataire devait en général s’acquitter de tous les frais. Une autre forme encore était la medianería (métayage au sens étymologique du terme), où le propriétaire mettait à la disposition du métayer non seulement la terre, mais aussi les instruments pour la labourer ; les frais d’ensemencement et de récolte étaient partagés et le fruit de la récolte était partagé par moitié. Une autre variante encore était la tercianería, aux termes duquel le locataire gardait un tiers du produit final. Il y avait aussi des conventions d’aparcería, où la mise de l’agriculteur se limitait à sa force de travail, sans aucun investissement de capital de sa part, et où donc le propriétaire apportait tout le reste, gardant en contrepartie pour lui-même la majeure partie de la production,.
Aussi y avait-il, au sein du groupe des métayers, des disparités sociales, en fonction des marges bénéficiaires, qui, logiquement, dépendaient de la taille de l’exploitation, des conditions d’investissement et des stipulations du contrat. Quelques producteurs détenaient de petites exploitations familiales ne dépassant pas les 10 hectares et ne faisaient appel qu’au travail familial. D’autres exploitants, détenteurs d’un plus gros capital, pouvaient disposer d’une étendue de terre plus importante et réussissaient à former leur propre entreprise, mettant en valeur des unités d’une superficie jusqu’à 100 hectares et recourant le cas échéant, en période de moisson ou pendant les semailles, à l’embauche de main-d’œuvre saisonnière. Il existait également des entrepreneurs qui exploitaient des unités de plus de 200 hectares et employaient un personnel fixe.
Pour l’agriculteur locataire, il était d’importance vitale de pouvoir, dès le lancement de son projet agricole, recourir au crédit pour son investissement initial, pour l’ensemencement, et pour ses frais personnels et familiaux, en attendant de convertir en argent sa récolte. À cette fin, il s’adressait au commerçant local, qui lui fournissait généralement ce dont il avait besoin à crédit, remboursable sur la future récolte. La culture du maïs nécessitait en général de la main-d’œuvre temporaire et la location de machines (moissonneuses et égreneuses), puis la mise à contribution de charriers pour acheminer sa production vers les gares de chemin de fer.

#### Bailleurs (arrendadores)
Ceux qui cédaient à bail une parcelle de terre pouvaient être propriétaires ou sous-bailleurs. Le contrat de fermage comportait différentes clauses propres à fixer les multiples relations commerciales liant les parties. Dans beaucoup de ces contrats, certaines clauses furent considérées abusives pendant le conflit, puis dans les interprétations ultérieures, en particulier les clauses touchant à la stabilité du bail et celles concernant la commercialisation du produit obtenu, encore qu’il faille se garder de généraliser, et sans doute quelques-uns de ces contrats créaient-ils une relation équilibrée entre les intérêts mutuels des métayers et de leurs bailleurs en vue des objectifs de la campagne de production à venir. Les clauses pouvaient aussi correspondre au besoin du bailleur de s’assurer un certain niveau de qualité du produit final, où intervenaient les spécifications des maisons exportatrices, conditionnées à leur tour par la demande européenne. Certaines clauses constituaient donc un facteur important permettant de mettre aux normes une production et un commerce centrés sur des grains de qualité optimale.
Il y a lieu de différencier, au sein du groupe des propriétaires, entre absentéistes et capitalistes. Le premier sous-groupe se caractérisait par ceci qu’ils cherchaient à retirer une rente du riche sol de la région, sans réinvestissement ou avec un réinvestissement minimal de capital. L’acquisition de terre rurale par des investisseurs urbains était une pratique banale à cette époque, où des acteurs économiques s’appliquaient à diversifier leurs investissements dans le cadre d’une économie en expansion. Les capitalistes en revanche, présentant un profil beaucoup plus actif, tendaient à rationaliser les processus de production, qu’ils supervisaient, à réinvestir les bénéfices en machines, améliorations, clôtures, entreposage, etc. Les intermédiaires sont également à ranger dans ce dernier groupe. Dans quelques cas, l’affaire impliquait bien un risque, et le métayer était tenu de régler à l’avance le montant du bail. Certains sous-bailleurs, comme p. ex. la firme Genoud, Benvenuto & Martelli, avaient bientôt élargi leurs activités, lesquelles englobaient désormais des domaines comme la colonisation, la production, l’entreposage, la commercialisation et l’exportation des céréales. En plus de leur succursale à Alcorta, ils en avaient d’autres, non seulement dans le sud de la province de Santa Fe, mais aussi dans le sud de celle de Córdoba et dans le nord de celle de Buenos Aires, où ils concentraient en leurs mains la production des céréales et les emmagasinaient dans des hangars pour ensuite les embarquer à destination de l’extérieur au départ de différents ports, mais principalement de ceux où ils disposaient de leur propre quai d’embarquement. En outre, ils produisaient de la levure et distillaient de l’alcool. La diversification de leurs activités dans le cadre de leur industrie les avait amenés à embrasser toute la chaîne de production, depuis les semailles jusqu’à la commercialisation, en passant par le crédit informel.
Il y a donc lieu, non certes de nier tout de go, mais de nuancer les considérations de l’analyse « traditionnelle » du conflit, d’autant plus que dans beaucoup de cas les autres éléments nous restent inconnus. Quant aux clauses susceptibles d’être qualifiées d’abusives, quoique non concluantes en elles-mêmes, il était loisible aux métayers concernés de les accepter ou non. Chaque relation contractuelle présentait ses particularités et il y en eut autant de différentes que de parcelles de terre affermées. Dans beaucoup de cas, la convention était orale et donc beaucoup plus informelle. En quelques occurrences, les clauses prévoyaient un contrôle plus rigoureux de l’activité du métayer, celui-ci pouvant en effet être novice ou inexpérimenté, ou échouer à obtenir des résultats ; alors le propriétaire, ou le sous-bailleur, devait nécessairement pouvoir se couvrir, et il devait être faisable, face à la non exécution de ce qui avait été convenu, de saisir les biens meubles sans avoir recours à la justice ni au délogement (expulsion). L’autonomie du métayer dans la production dépendait de la situation au moment de la négociation ; moins le métayer disposait de capitaux, plus il était probable que sa marge de manœuvre se trouvait réduite. Si au contraire, il possédait un petit capital, une certaine liberté lui était accordée et son contrat était alors plus flexible.
Lorsque par suite de l’irruption d’un ou de plusieurs facteurs néfastes (intempéries, ravageurs, chute des prix, etc.) la dynamique agraire était cassée, les dettes devenaient difficiles à acquitter et le crédit finissait par s’en ressentir. À ce moment, les demandes de révision des baux se multipliaient, la chose la plus évidente en ce sens étant la remise en cause des contrats contenant des clauses qui, du coup, apparaissaient comme subjectivement abusives. C’est ce qui se produisit entre 1911 et 1912, lorsque les agriculteurs mirent en question comme jamais auparavant les termes de leur contrat et dans quelques cas eurent à renégocier leur bail.

#### Commerçants
Comme le releva la chercheuse auteur Andrea Lluch, l’activité des commerçants comportait quatre facettes : en premier lieu, ces commerces offraient à la vente un ample éventail d’articles (en accord avec leur habileté à satisfaire la demande de la population rurale comme consommatrice et productrice) ; en deuxième lieu, leur zone d’opération étaient les communautés rurales ; troisièmement, et parallèlement à leur activité commerciale, ils agissaient comme centres de services ; enfin, ils se caractérisaient aussi par l’octroi de crédit, terme à entendre ici au sens large. Le crédit formel, par le biais des banques, n’existait guère pour les agriculteurs, qui n’étaient pas des clients attitrés des institutions de crédit, pour la raison qu’il ne possédaient pas de quoi garantir le crédit, ne possédant pas de propriété immobilière pour se couvrir, et que leur activité était sujette à de nombreux risques, tels que sécheresse, ravageurs, inondations, oscillations de prix, etc. Si en principe, les taux d’intérêt du crédit formel devaient être moindres que ceux du crédit informel, les recherches de Lluch ont tendu à relativiser ce différentiel. Le magasin général faisait par ailleurs figure de centre de rencontre et d’échange social entre les producteurs.
Les dettes du métayer allaient s’accumulant et celui-ci remboursait le commerçant créancier au fur et à mesure de ses récoltes. Souvent, les fruits étaient vendus par avance au prix fixé par le commerçant, prix qui pouvait être arbitraire, ce qui donnait lieu à conflits. De toutes les manières, beaucoup de métayers n’avaient guère d’autre choix, vu qu’ils avaient des dettes auprès du magasin et qu’ils n’étaient pas en mesure eux-mêmes d’entreposer le produit de la récolte.
Le stockage était du reste l’un des problèmes majeurs qu’avait à affronter le producteur, étant donné qu’il n’avait bien souvent ni l’espace physique ni les conditions nécessaires pour entreposer sa récolte de façon appropriée, de sorte que force lui était de la vendre immédiatement. C’était alors les commerçants qui assuraient la liaison avec l’entreposeur (quand ce n’était pas eux-mêmes qui, comme c’était souvent le cas, faisaient office d’entreposeur), emmagasinaient les céréales et les remettaient ensuite aux consignataires des exportateurs. Certes, la loi 4.207 rendait possible d’expropier des parcelles à l’effet de construire des hangars près des gares de chemin de fer et d’y entreposer les récoltes, mais souvent les entreposeurs s’étaient arrangés pour se réserver ces espaces. Pour leur propre financement, les commerçants avaient recours eux aussi au crédit que leur accordaient les négociants en céréales, et étaient dépendants de ceux-ci, voire figuraient comme leur représentant dans chaque village.
De même, les commerçants vendaient aux agriculteurs les sacs servant à recueillir les fruits de la moisson et à les commercialiser en conformité avec les normes usuelles. L’incidence du prix de ces sacs sur le coût des céréales était parfois important, pouvant atteindre entre 6 et 7 %. Un rapport de 1912 commandé par le ministre de l’Agriculture signala que le coût desdits sacs avait augmenté cette année-là dans des proportions jusqu’à 75 %.
La structure de production agraire était donc dans une large mesure tributaire des rapports avec le commerçant. Pour l’agriculteur, c’était là une réalité incontournable, qui ne lui laissait guère de marge de manœuvre, à moins qu’il ne disposât de quelque capital, ce qui était fréquent chez ceux qui s’engageaient dans l’activité agricole dans cette région de hauts rendements et d’agriculture spéculative. Ce néanmoins, le marché sur lequel opéraient les commerçants, quelque captif fût-il, et quelque bonnes que fussent les rentes ainsi captées par eux, les commerçants encouraient de gros risques.
La Chambre syndicale de la Bourse de commerce regroupait les groupes liés à la commercialisation, fondamentalement ceux qui avaient une relation directe avec le marché international et intervenaient d’autre part comme grossistes ; ce sont en général ces acteurs-là qui vendaient aux commerçants ruraux. Ses membres convoqueront pour le 17 juillet 1912 une réunion afin d’analyser le mouvement de protestation d’Alcorta ; fruit de cette réunion, un document fut publié qui traduisait l’opinion de la Chambre et tendait à centrer les critiques sur les abus des baux de fermage, sans jamais mettre en évidence d’autres causes possibles du conflit ; y étaient proposées des solutions prévoyant une baisse des loyers de la terre et une hausse à trois ans minimum de la durée des contrats. Par ce rapport, qui justifiait les revendications des métayers, la Chambre se positionnait aux antipodes du point de vue adopté par la Société rurale,.

#### Transporteurs
Le transport vers la gare de chemin de fer, tant au départ de la métairie que de l’entrepôt, se faisait en chariots tirés par des chevaux ou par des bœufs. Le prix de ce transport variait en fonction de la loi de l’offre et la demande, et renchérissait en période de récolte. Les frais étaient à charge de l’entreposeur mais étaient en fin de compte répercutés, dans le prix final des céréales, sur le colon. Selon les déclarations du Directeur de l’agriculture de la province de Buenos Aires, faites dans le quotidien La Nación en juillet 1912, l’augmentation des frais de charroi à destination des gares, frais accrus par le mauvais état des routes, sont à ranger parmi les facteurs ayant provoqué les problèmes des métayers.
L’expansion du réseau ferroviaire fut un élément des plus importants : les nouvelles lignes non seulement favorisèrent la mise en production de nouvelles zones, mais encore consolida la rentabilité des cultures, et par là le prix de la terre. Le chemin de fer s’imposa comme le principal mode de transport des productions agricoles. Les tarifs, qui n’étaient pas régulés par les autorités, se négociaient en fonction du volume transporté et du type de céréales, et avaient augmenté en 1912 par rapport aux années précédentes. Le même Directeur de l’agriculture montra aussi du doigt le facteur ferroviaire : « [...] les chemins de fer emportent quinze pour cent de la valeur totale de la récolte [...] De plus, ils n’utilisent pas le nombre de wagons nécessaire au mouvement indispensable des céréales », signalant également que le fret maritime avait lui aussi été majoré.

#### Négociants et exportateurs
Les exportateurs étaient concentrés en trois grandes compagnies : Dreyfus, Bunge & Born et Weil Frères, qui à eux trois commercialisaient 80 % de la production céréalière locale. Elles détenaient des succursales à Rosario, d’où elles connectaient, par le trafic maritime, la région avec les ports du monde. L’expansion de ces firmes d’exportation de céréales fit naître un réseau tentaculaire d’agents locaux chargés d’ouvrir des crédits et d’acheter les récoltes.
Ils finançaient, au moyen d’un montage financier d’une grande complexité, les investissements des firmes d’entreposage et accordaient des fonds aux commerçants locaux, que ceux-ci à leur tour remettaient aux agriculteurs, en espèces ou sous forme de marchandise, en guise d’avance sur le payement des récoltes. Il est concevable en outre qu’ils aient pu par ce biais influer sur le type de cultures à ensemencer, en fonction de la demande des marchés. Ils stockaient dans les magasins ruraux les intrants et équipements nécessaires, à l’intention des agriculteurs qui étaient tenus, généralement par contrat, d’y acheter moyennant crédit ce dont ils avaient besoin pour leur vie quotidienne et pour leur travail, en apportant comme garantie les fruits de la future récolte.
Après qu’eut éclaté la grève des labours en 1912, les négociants déclarèrent (par voie de lettres ouvertes dans la presse etc.) que les facteurs en jeu échappaient à la volonté des parties engagées dans le conflit. Bien que pointant ce qu’ils considéraient comme un abus de la part des propriétaires, ils réclamaient l’intervention de l’État eu égard à la conjoncture particulièrement difficile à laquelle on était arrivé en grande partie, était-il expliqué, par l’excès de confiance et l’optimisme inspiré des périodes fastes précédentes, et qui par là pouvait se muer en une catastrophe. Ils précisaient que cet appel à une intervention des autorités n’allait pas à l’encontre de la liberté du commerce, mais qu’au contraire, il existait des régulations dans le secteur du commerce des grains que l’on pouvait faire respecter sans affecter les transactions. L’État leur apparaissait comme le seul acteur apte à arbitrer dans une situation qui menaçait d’engendrer de fortes pertes pour tous. Sans conteste, l’appui marqué à la grève de la part des fractions liées à la commercialisation n’était pas sans relation avec la masse des dettes en suspens et avec l’impossibilité de se les faire rembourser, non plus qu’avec l’objectif de préserver la position des négociants dans la structure du commerce de céréales. À cet égard, il était donc dans leur intérêt que la situation des colons s’améliorât.

#### Main-d’œuvre salariée
Pour l’agriculteur, une part importante des coûts de production était constituée de frais de main-d’œuvre, et ce plus particulièrement dans le sud de la province de Santa Fe, étant donné la nécessité de produire du maïs, qui requérait de la main-d’œuvre saisonnière pour la récolte, la mise en sacs et le transport. Le marché du travail dans la région connaissait une dynamique particulière, créée par la circonstance que l’apport de journaliers était alimenté par des migrations tant intérieures qu’extérieures, les travailleurs de ces deux provenances se sentant attirés pareillement par une rétribution importante. En ce qui concerne les migrations intérieures, les régions d’origine étaient généralement les provinces du nord. Également, une bonne part de l’offre de main-d’œuvre émanait des centres urbains, où de nombreux travailleurs étaient avides, en particulier en période de moisson, de capter les hautes paies promises. Pour ce qui est des migrants étrangers, l’immigration d’outremer, mobilisée par les perspectives de gains, qui justifiaient le voyage, fournissait une grande part de l’offre de travail, que ce fût à moyen terme, le migrant travaillant alors durant plusieurs années dans des emplois à faible qualification, notamment dans la production agricole, ou à court terme, le migrant cherchant à profiter des hauts salaires pendant la saison des récoltes et alternant le travail saisonnier en Argentine avec celui en Europe, dans un mode de migration qu’on appela la migración golondrina (migration hirondelle).
Les gouvernements provinciaux s’efforçaient de canaliser la main-d’œuvre. Ainsi la province de Santa Fe effectuait-elle de constants relevés des besoins en récolteurs, ainsi qu’en personnel fixe. L’immigration étrangère se contractait ou s’amplifiait au gré de plusieurs facteurs, ce qui la rendait imprévisible et fluctuante, mais cela valait aussi pour celle de provenance nationale, et il n’était pas rare par conséquent qu’il n’y eût pas de complémentarité adéquate entre les deux formes migratoires. Le travail des journaliers n’était pas réglementé, ni quant à la rémunération de la journée, ni en ce qui concerne les modalités contractuelles du travail. Pendant la période de récolte, les journées de travail longues et exténuantes étaient monnaie courante, et les travailleurs étaient logés dans des abris de fortune et ne jouissaient d’aucune espèce de protection contre les accidents ou la maladie. Cet état de choses fut à l’origine de nombre de réclamations et de conflits.
Les oscillations dans le flux migratoire s’accentuèrent lors de la saison 1891/92, qui était marquée par une hausse des salaires consécutive à une baisse considérable de l’immigration, en même temps que la production augmentait. En 1911, par l’effet conjugué de plusieurs facteurs, le flux migratoire se contracta d’environ 40 % par rapport à l’année d’auparavant, et le solde migratoire fut loin de s’accroître au même rythme que la superficie cultivée. En 1911 déjà, le rapport entre ces deux grandeurs s’élevait à moins d’un tiers de qu’il avait été en 1906. Cela eut une incidence directe sur les coûts des semailles et de la récolte.
L’important déficit engendré par la très mauvaise récolte de 1911 ne put être comblé par la très bonne de l’année suivante, car les coûts de production de 1911 n’avaient pas évolué dans le même sens. Cette année-là, le rendement par hectare était de seulement 219 kilos, contre environ 1400 en temps normal ; en 1912, il atteignit 2196 kg/ha, soit une multiplication par dix en comparaison de l’année précédente. Pourtant, la superficie ensemencée en 1911, avec des coûts salariaux élevés, était dans le même ordre de grandeur que celle de l’année précédente et suivante, de sorte que la mauvaise récolte de 1911 ne parvint pas à couvrir les coûts de production, donnant lieu à une forte dette pour la campagne subséquente. Telle fut certainement la situation de beaucoup de métayers ne pouvant s’appuyer sur une main-d’œuvre familiale suffisante et devant par suite embaucher du personnel supplémentaire pendant la durée des semailles. La faiblesse de la récolte, bien que diminuant les coûts de la récolte, ne parvint pas à les diminuer dans une mesure suffisante, compte tenu aussi que par suite de la baisse du solde migratoire, on ne vit pas les salaires baisser concomitamment. On note par ailleurs que les salaires des journaliers lors de la récolte de maïs en 1911/1912 avaient grimpé de 30 % par rapport à ceux à la récolte 1908/1909.

#### La Société rurale de Rosario
Il convient de signaler que la Sociedad Rural de Rosario, comme toutes les autres d’Argentine (y compris la Société rurale argentine), ne se trouvaient pas intégrées dans une fédération nationale, mais étaient autonomes, ce qui signifie que les propriétaires terriens ne disposaient pas, ni ne disposeront pas par la suite, d’un organe corporatif commun de portée nationale, au contraire de la représentation professionnelle nationale que les chacareros finiront par constituer sous les espèces de la Federación Agraria Argentina (en abrégé FAA). Il est vrai que le groupe des propriétaires était d’une grande hétérogénéité ; les propriétaires fonciers pouvaient être des rentiers ou des capitalistes, selon la manière dont ils exploitaient leur domaine ; il y avait ensuite les intermédiaires ou les sous-bailleurs, qui pouvaient être propriétaires de leurs propres terres mais en prendre d’autres à bail pour accroître leur production ; ils pouvaient être des industriels qui avaient besoin de matières premières pour l’élaboration de leurs produits.
Dans le camp des propriétaires, on aimait à mettre l’accent sur la validité juridique des contrats signés, auxquels il fallait donc se tenir, et en vertu de quoi la grève était illégale, ce qui permettait de contester la légitimité des revendications des métayers et d’adopter une attitude intransigeante. Néanmoins, les opinions divergeaient et étaient ardemment discutées chez les propriétaires. Il n’y eut donc pas de front commun propriétaire, au rebours de ce qui a été postulé par la « vision traditionnelle » du conflit, où le camp terrateniente (des propriétaires fonciers) figure comme un bloc homogène composé uniquement de propriétaires rentiers,.
Quelques propriétaires plus flexibles, comme le dénommé Víctor Bigand, prirent l’initiative et s’appliquèrent à trouver un compromis avec leurs locataires, en proposant de baisser le taux de fermage à 28 % et de prolonger à 5 ans la durée du contrat, sous la condition de reprendre le travail sans délai. Dans le même sens, les sous-bailleurs Camilo et Juan Cucco acceptèrent le cahier de conditions préparé par les grévistes et fixèrent le taux à 25 %. Cependant il y n’avait pas d’unanimité quant à la marche à suivre à cet égard, et certains, exigeant l’application de la législation leur garantissant leur droit de propriété et l’inviolabilité des conventions signées, proposèrent pour leur part de recourir à la force pour obtenir satisfaction et faire appliquer les stipulations contractuelles ; aussi ces propriétaires, qui ne s’étaient manifestement pas avisés de la nouvelle dimension qu’avait acquise la grève par l’effet de son retentissement dans la presse, ni de sa portée désormais politique, requirent-ils l’assistance de l’État, réclamant auprès du gouvernement provincial de Santa Fe des mesures de coercition pour obliger les métayers à retourner au travail, faute de quoi en effet la récolte serait perdue. Cette fraction des propriétaires estimait que si certains métayers échouaient, c’est qu’ils avaient eu de la malchance, ou qu’ils ne travaillaient pas et désertaient leur métairie. En même temps, elle affirmait que la protestation était le fait d’« éléments étrangers », concrètement, de militants socialistes. De son côté, le gouverneur radical de Santa Fe, Manuel Menchaca, suggéra aux propriétaires fonciers de se rapprocher de leurs locataires et de parlementer avec eux pour arriver à un accord. Les propriétaires finirent par comprendre que compte tenu de la tournure qu’avait prise le conflit, vouloir persévérer sur le plan juridique comme seule mode de résolution était une impasse, ou même ne pouvait qu’exacerber les problèmes.
Un bon nombre des accords conclus ne furent pas respectés, car certains propriétaires non seulement ne les avaient signés qu’à seule fin de faire reprendre le travail dans leurs propriétés, mais qu’en plus ils s’associaient aux demandes d’intervention de l’État pour juguler la grève, ce qui par ailleurs incitait les métayers à un état de mobilisation permanent pendant une durée allant au-delà du moment considéré comme la fin de la grève.

## LeGrito

### La colonie d’Alcorta et prélude à la grève
Le mouvement de protestation débuta à Bigand, localité située dans le sud de la province de Santa Fe et distante d’une trentaine de km d’Alcorta. Les paysans métayers se réunissaient depuis avril dans des métairies et dans les magasins généraux de la zone. En 1912, les petits métayers de la pampa humide, s’estimant victimes de spoliation par les grands propriétaires terriens, et exhortés par le discours anarchiste et socialiste, organisèrent une série de manifestations, de réunions publiques et de grèves dans la partie sud de la province de Santa Fe, dans le nord-est de celle de Buenos Aires, dans le sud de celle de Córdoba et dans celle de La Pampa. Il s’agissait chaque fois de protestations contre les mauvaises conditions des contrats de fermage liant les petits métayers aux latifondiaires.

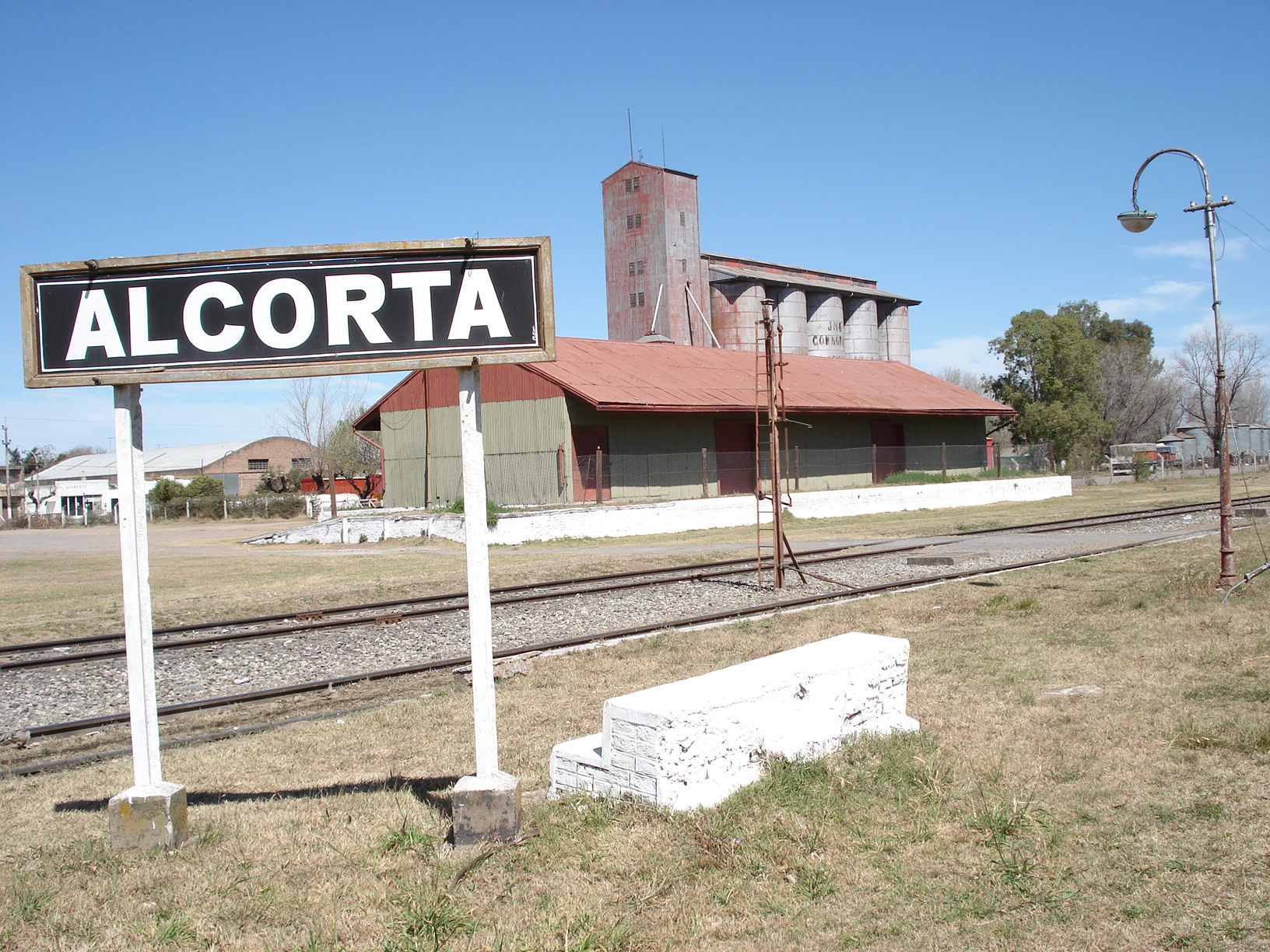
Gare d’Alcorta et silos à grains (2008).

La colonie La Adela, qui comprenait le territoire d’Alcorta et une partie du village de Bigand voisin, totalisait une superficie de 17 500 cuadras carrées (une cuadra équivalant à 1,68 ha) et appartenait à Antonio Devoto. L’entreprise de sous-métayage Genoud, Benvenuto, Martelli & Cie avait conclu des contrats de location avec deux-cent-onze familles de petits paysans métayers, qui devaient céder entre 30 et 34 % environ des fruits, mais non avant de les avoir dûment égrenés, emballés dans des sacs neufs et déposés à la gare. La plupart des producteurs de la zone étaient des Espagnols et des Italiens, qui, pour certains, adhéraient aux principes anarchistes et socialistes, ou à tout le moins avaient une expérience des luttes sociales dans leurs pays d’origine.
Le mouvement de contestation avait pour particularité de remettre en question les baux de métayage, ce qui impliquait de s’en prendre à l’ordre juridique, attendu qu’il s’agissait de contrats, dont les stipulations ne pouvaient être ignorées sans risquer de subir une action en justice. En l’absence d’instances permettant une révision de gré à gré, le conflit apparaissait inévitable.
Les premières réunions de paysans eurent lieu dans le village de Firmat et débouchèrent sur la formation de la première ligue agraire de la province de Santa Fe, appelée Sociedad Cosmopolita de Agricultores de Firmat. En mai 1912, ces agriculteurs firent part de leurs préoccupations dans un document, par lequel ils exhortaient les colons des autres villages à se joindre à la protestation. Lors d’une réunion suivante, il fut décidé de rédiger un Manifeste à faire parvenir à tous les agriculteurs et de les inviter à rejoindre les contestataires. Le document contenait les recommandations suivantes :

« 1) ne pas payer par cuadra (=1,687 ha) plus de vingt pesos ; 2) pour ceux assujettis à un taux, ne pas donner plus de 25 %, lorsque les terres ne sont pas distantes de plus de deux lieues (=10,392 kilomètres) d’une gare de chemin de fer, et 20 % en cas de distance plus grande.

Le commerce nous secondera avec son adhésion en ne donnant pas de livrets au colon qui payerait plus que ce qui est stipulé ci-dessus. »

Dans quelques villages de la région, on organisa ensuite des rencontres, où le document de Firmat était distribué et discuté, et où les producteurs répercutaient leurs réclamations. Les meneurs étaient des agriculteurs d’origine et d’idéologie diverses et s’étaient mis en liaison les uns avec les autres grâce à la mobilité que leur donnait leur activité. Noguera, Espagnol de Pergamino, sympathisait avec les idées de Justo et possédait le journal El Heraldo, fondé en 1897, dans les colonnes duquel il diffusait ses idées sur la situation agraire. Il avait mis sur pied à Pergamino une Unión de Agricultores, où il remplissait l’office de secrétaire. C’est du reste là-même qu’en 1902 le mouvement socialiste avait convoqué le Congreso Obrero Agrícola, d’où était né ensuite la Federación Regional de los Centros Obreros, appelée à chapeauter douze centres ouvriers, et lors duquel il avait été résolu d’installer un comité permanent dans la ville afin de stimuler la propagande et le secours mutuel.
Il y avait d’autre part des dirigeants issus d’autres fractions de la société, tels que José et Pascual Netri, curés de paroisse des localités d’Alcorta et de Máximo Paz respectivement, qui étaient au fait de la situation de leurs ouailles et qui les appuyaient, ou encore un instituteur de campagne de la locallité de Bigand, un dénommé Ripoll, qui assistait aux réunions et apportait son aide en donnant lecture, à l’intention des analphabètes, de la propagande imprimée. Un autre dirigeant encore qui eut un rôle important était le commerçant Ángel Bujarrabal, d’origine espagnole, qui professait les idées socialistes et était en relation avec plusieurs personnalités politiques de cette tendance, sans toutefois être membre du PS argentin.
Plusieurs auteurs (comme Plácido Grela) ont soutenu que les immigrants véhiculaient avec eux depuis l’Europe les idées socialistes et anarchistes et que celles-ci ont pu déteindre sur l’organisation du mouvement de protestation et sur le contenu des revendications ; aussi se sont-ils focalisés sur les causes structurelles, en particulier en insistant que le conflit tournait autour de la distribution de la terre. D’autres auteurs cependant, comme Arcondo ou Marta Bonaudo & Cristina Godoy, ont contesté que les idéologies socialiste ou anarchiste aient agi comme facteurs déterminants dans le conflit et postulé que les revendications ne concernaient que le taux de fermage et la hausse de prix des équipements.
Le processus qui déboucha sur le Grito d’Alcorta fut donc fort complexe, attendu aussi que la majorité des métayers étaient étrangers (jusqu’à 80 % de la population dans certaines zones) et que l’individualisme et la méfiance prévalaient dans les campagnes, rendant difficile l’organisation syndicale. D’autre part, la loi dite de Résidence, qui permettait aux autorités de reconduire à la frontière les étrangers jugés « indésirables », inspirait la crainte. Ce nonobstant, les métayers (« chacareros ») organisèrent début 1912 leurs premières réunions, aidés par les syndicats de débardeurs et d’autres métiers, par les Centres d’études sociales que dirigeaient les anarchistes et les journaliers, qui avaient une longue tradition de lutte sociale, en particulier par leur participation antérieure à d’importantes grèves en Irlande ou en Italie.

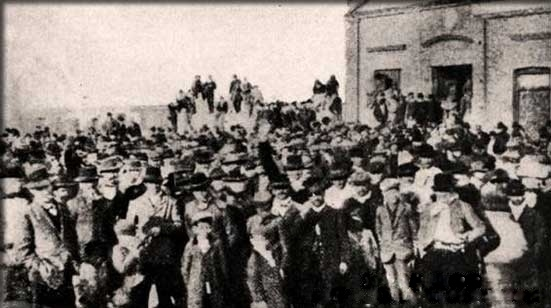
Rassemblement du 25 juin 1912 à Alcorta, où la grève agraire fut décidée.

Il semble que les différentes opinions de l’époque se soient accordées au moins sur le diagnostic posé par les hommes politiques, à savoir que la solution consistait à obtenir un certain nombre de modifications profondes dans les baux de ferme ; c’est-à-dire que l’on mit en cause, en contestant le socle juridique, la base même du système, sans cependant toucher directement à la structure agraire ni à la distribution de la terre. Il est probable que les dirigeants socialistes aient guidé par leurs conseils les revendications des métayers, mais qu’ils ne réussirent pas à orienter celles-ci vers des objectifs clairement politiques. Cependant, l’encadrement du mouvement en soi était politique, car pour y parvenir, il avait été nécessaire de se mobiliser et de se réunir pour obtenir l’adhésion d’autres agriculteurs à travers des activités de propagande, notamment au moyen de tracts distribués aux colons de manière organisée. Le mouvement d’Alcorta présentait des caractéristiques d’organisation et d’action qui l’apparentaient à d’autres mouvements sociaux de l’époque, survenus dans les villes, avec des stratégies et des méthodes de lutte similaires, dont la pratique, entre les mains des meneurs d’Alcorta, ne pouvait avoir eu d’autre origine que leur fréquentation avec les dirigeants politiques anarchistes et surtout socialistes, le parti de ces derniers s’efforçant en effet dans ces années-là de promouvoir leur Programa Socialista del Campo.
Dans cet ensemble, les commerçants constituaient l’un des échelons les plus importants, en ce sens qu’ils intervenaient comme le trait-d’union le plus actif et le plus direct avec les militants politiques, voire étaient eux-mêmes des militants. Confrontés aux difficultés, ces commerçants, en particulier les petits détaillants, incapables d’affronter les arriérés de leurs clients, décidèrent de couper le crédit vu qu’ils avaient leurs propres dettes à régler auprès des grossistes ; ils formaient donc le chaînon le plus fragile, car en ayant avancé des fonds aux métayers, ils avaient assumé un risque plus grand que les autres intervenants dans la chaîne. C’est sans doute cette situation épineuse qui motiva l’attitude des commerçants, qui en effet encourageaient les métayers dans leurs revendications touchant aux taux de fermage.

### Revendications et rédaction d'un bail type
Le 25 juin 1912 fut convoquée une assemblée dans les locaux de la Sociedad Italiana de Socorro Mutuo e Instrucción, à laquelle participèrent environ 2000 agriculteurs. Parmi d’autres manifestations de pugnacité, on déclara la grève pour une durée indéterminée, jusqu’à obtenir satisfaction notamment des revendications suivantes :
1. Baisse générale des loyers et des fermages.
2. Dépôt dans les métairies des produits agricoles.
3. Des baux de fermage d’une durée minimum de 4 ans[99].

Parmi ces revendications économiques, ponctuelles et plus en rapport avec la dignité du travail, ne figurait donc aucune proposition radicale de réforme agraire ni de débat autour de la question de la propriété de la terre, mais au contraire une demande de contrats plus équitables et de meilleures conditions de travail. Les épouses de métayers auront une part importante dans le mouvement.
La convocation de ladite assemblée s’était faite à l’initiative des paysans de la localité d’Alcorta, dans le sud de la province de Santa Fe, ayant à leur tête Francisco Bulzani et bénéficiant de l’aval des curés de cette localité et de celle de Máximo Paz voisine — les frères José (curé d’Alcorta entre 1908 et 1920 et Pascual Netri (curé de Máximo Paz) — et des commerçants des environs. Francisco Netri, avocat exerçant à Rosario, frère cadet des deux prêtres et l’un des protagonistes du mouvement, vint prêter main-forte aux grévistes et joua un rôle de premier plan dans l’assemblée. Une commission de métayers, après lui avoir exposé la situation, sollicita son assistance pour mettre au point un contrat de fermage modèle, confectionné selon les conditions de base formulées par l’assemblée et à soumettre ensuite à l’approbation de celle-ci.
Francisco Netri accepta de rédiger un nouveau contrat type, où il intégra un certain nombre de modifications dans les conditions de fermage. Approuvé par l’assemblée des métayers, ce projet devint la base des propositions transmises aux propriétaires terriens. Ce contrat modèle portait : que serait payée au propriétaire une part de 25 % des fruits, indépendamment de la quantité totale produite, et de 6 % pour le pacage ; la liberté de battre le blé et d’égrener à la machine selon le choix de chacun ; extension de la superficie de terre vouée au pacage ; un délai d’attente de huit jours avant que le propriétaire ne puisse annuler la location ; amélioration des conditions de travail ; des baux d’une durée d’au moins quatre ans ; la suspension des verdicts d’expulsion.
Francisco Netri, dont la mission allait bientôt dépasser largement le rôle de simple juriste, devint un des chefs de file du mouvement ; il déclara notamment :

« Ces hommes de la campagne ne luttent déjà plus pour eux-mêmes, mais pour leurs foyers et pour leurs enfants, afin qu’ils aient la sécurité de l’avenir, de laquelle ils sont privés. Se tenir à leur côté à cette heure devrait être la position de tout Argentin. »

— Dr Francisco Netri
Signalant que l’« ennemi jouissait d’une situation privilégiée [...] Ils pouvaient s’appuyer sur une organisation syndicale, la Sociedad Rural, et sur des influences dans les sphères gouvernementales pour suffoquer le mouvement et faire échouer la grève », il insista par conséquent que les métayers eussent à « constituer leur organisation syndicale autonome ».

### Déroulement de la grève
La suspension du crédit dans les magasins généraux eut l’effet de précipiter la situation. Le premier rassemblement public se produisit le 15 juin 1912 dans la localité de Bigand, rassemblement lors duquel l’agriculteur Luis Fontana suggéra d’adresser une pétition aux propriétaires dans le but de faire modifier les contrats de métayage, en accordant aux destinataires un délai de quinze jours pour répondre. Le seul propriétaire qui répondit à cette requête fut Víctor Bigand, qui demanda, par la voie du quotidien La Capital de Rosario, la tenue d’une réunion avec les grévistes pour le 3 juillet. Les métayers d’Alcorta se réunirent le 17 juin à la Sociedad Italiana de Socorros Mutuos (littér. Société italienne de secours mutuels), où il fut convenu d’inviter les propriétaires terriens à une assemblée publique le 25 juin dans le but de réviser les baux de métayage.

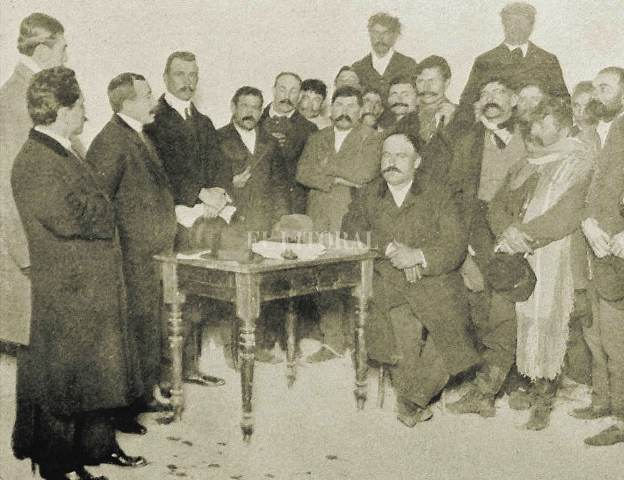
Réunion de chacareros.

À l’assemblée du 25 juin se réunirent approximativement 2000 métayers. L’auteur Antonio Diecidue relate qu’il y avait devant le lieu de réunion une longue caravane de sulkys de trois kilomètres de longueur, et que malgré l’invitation, aucun propriétaire ni intermédiaire n’y assista. Les curés des villages d’Alcorta et de Máximo Paz, qui soutenaient les revendications, conseillèrent aux producteurs de convoquer l’avocat Francisco Netri, afin de donner un cadre légal à la protestation. À cette fin, celui-ci se transporta à Alcorta depuis Rosario, accompagné de journalistes du quotidien La Capital — élément important, en ceci que la présence de la presse ajouta une dimension nouvelle à l’événement, lui donnant de la visibilité tant dans les villes que dans les campagnes. Netri fut accueilli à la gare d’Alcorta par environ 4 000 personnes, lesquelles pendant l’assemblée qui suivit déclencheront ce qu’il est convenu d’appeler le Grito de Alcorta, soit le cri de ralliement, le mot d’ordre d’Alcorta : devant l’absence de réponse des propriétaires, il fut décidé de suspendre les travaux de labourage.
Cette grève décrétée le 25 juin 1912 est considérée — abstraction faite du précédent survenu dans la province de La Pampa (à Macachín et Trenel), et du reste durement réprimé — comme la première grande grève agraire en Argentine, notable par sa répercussion et sa portée régionale et nationale.
Dans la même assemblée, une commission fut nommée, composée d’agriculteurs et présidée par Francisco Bulzani, avec l’assistance du même Dr Netri. La Commission œuvra à la propagation du mouvement à d’autres colonies agricoles d’une manière analogue à ce qui s’était passé à Alcorta. Les comptes rendus de presse eurent pour effet qu’environ cent mille agriculteurs des provinces de Santa Fe, de Buenos Aires, d’Entre Ríos et de La Pampa se rallièrent bientôt à la grève. Pendant le mois de juillet, les ouvriers agricoles, les journaliers et les opérateurs de machines d’égrenage adhérèrent à leur tour au mouvement.
Conscient de la nécessité d’obtenir le soutien de l’opinion publique et de personnalités politiques nationales sensibles au problème vécu par les agriculteurs, Francisco Netri écrivit au Dr Juan B. Justo, député national socialiste, qui répondit en lui assurant que toute demande envoyée par les paysans à la Chambre des députés (nationale) bénéficierait de son appui et en lui exposant le type de mesures légales que l’on pouvait requérir du Congrès national ; il se déclara solidaire des agriculteurs, en dénonçant les grands propriétaires terriens et les intermédiaires comme responsables directs de l’agitation et de l’état de misère des producteurs agraires. Justo interpella le ministre de l’Agriculture en 1912 et présenta le 4 août 1913 devant le Parlement national le premier projet de loi sur les baux de ferme.
Les sources historiques ne permettent pas de déterminer qui établissait le taux de fermage des contrats de métayage : le propriétaire terrien, l’intermédiaire ou les deux. Quelques rares propriétaires décidèrent de négocier et signèrent des conventions comportant des clauses proches de celles contenues dans la proposition de Francisco Netri. Cela tend à démontrer que dans les parcelles sans intermédiaires, les propriétaires pouvaient décider de leur propre chef comment réagir à la grève. L’auteur Aníbal Arcondo affirme que les propriétaires se montraient plus flexibles et arrivaient plus directement à un arrangement, en comparaison des intermédiaires, qui se montraient plus intransigeants, car tenus de respecter les conditions convenues avec le propriétaire. Quant à la firme Genoud, Benvenuto & Martelli, elle ne choisit le parti ni du métayer, ni du propriétaire, au motif que, selon les déclarations du gérant, ce n’étaient pas eux qui décidaient du prix du bail, mais que celui-ci dépendait des propriétaires, qui devaient donner leur accord pour le baisser ou non.

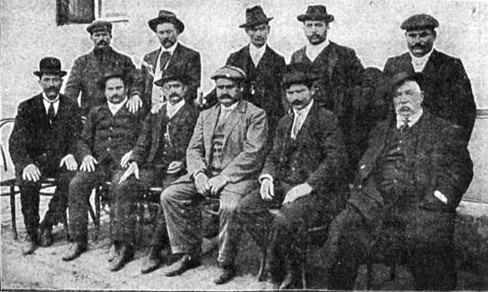
Un comité de grève.

Il est un fait que celui qui courait le plus grand risque sur les terres en sous-métayage était l’intermédiaire, qui devait tâcher de tirer le plus grand bénéfice du capital investi et du prix de location déjà versé au propriétaire. Dans le même sens, les propriétaires capitalistes, qui géraient une entreprise et qui, à titre de stratégie de production, donnaient à bail une partie de leurs terres, pouvaient se voir fortement touchés dans leurs perspectives de bénéfices et donc être enclins à adopter eux aussi une posture intransigeante, à l’image des intermédiaires, voire davantage, et en se sentant appuyés par la loi.
Cependant les propriétaires et les gérants des entreprises de colonisation et de sous-métayage, après leur silence initial, commencèrent à se préoccuper, car la grève risquait de compromettre leur rente et mettait en péril la récolte de l’année suivante. Ce ne sera que dans les premiers jours d’août 1912 qu’un noyau majoritaire des propriétaires fonciers consentit à signer des contrats dans le respect des nouvelles conditions, et vers la fin du troisième mois depuis le début du conflit, il y eut un accord général pour reprendre le travail. Les métayers avaient obtenu d’importants rabais sur leurs baux et constitué une entité corporative, la Federación Agraria Argentina (FAA, Fédération agraire argentine). Vers le milieu de 1913, l’immense majorité des métayers avaient obtenu une importante baisse de leur loyer de fermage. D’autre part cependant, l’oligarchie sut maintenir en vigueur quelques clauses léonines dans les contrats, imposant notamment des restrictions à la liberté d’acheter et de vendre.
En effet, à mesure que la grève avait pris de l’ampleur, son niveau d’organisation aussi s’était renforcé, et l’idée de mettre sur pied une organisation centrale des métayers avait gagné en vigueur. Le 1er août se tint à Rosario une grande réunion, et quinze jours plus tard, le 15 août 1912, fut fondée dans les locaux de la Sociedad Italiana de Rosario la FAA, avec l’assistance de Francisco Netri et de ses frères. La FAA œuvrera ensuite pour l’adoption d’une réforme agraire capable de résoudre définitivement les problèmes de l’agriculture, sans plus se borner à exiger une amélioration des baux de fermage.
L’oligarchie foncière riposta en faisant assassiner dans la localité de Firmat les meneurs paysans anarchistes Francisco Mena et Eduardo Barros, puis Francisco Netri sera assassiné à son tour le 5 octobre 1916, dans la rue Urquiza à Rosario, sur ordre de la même oligarchie rurale. En dépit de la réaction violente des latifondiaires, les grévistes voyaient affluer les adhésions. À l’appui initial des anarchistes et des socialistes, des curés de paroisse et des petits commerçants s’ajouta bientôt celui d’autres corps de métier et de larges secteurs populaires.

#### Réaction des autorités provinciales et nationales

##### Le gouvernement de Santa Fe
Le gouvernement provincial, aux mains du parti radical, élu en 1912, adopta une attitude ambivalente allant de la conciliation et de l’appui aux agriculteurs, jusqu’à la mise en activité de l’appareil répressif.
En effet, le changement politique induit en Argentine par l’adoption en 1912 de la loi instaurant le suffrage universel secret et obligatoire obligea le nouveau gouvernement provincial du radical Manuel Menchaca à mener une politique de conciliation, eu égard à la nécessité, pour se maintenir au pouvoir, de s’assurer les voix des futurs électeurs, ce qui impliquait de prêter attention à l’opinion publique urbaine, plus particulièrement de la classe moyenne des villes qui constituait la base électorale du parti radical et qui, informée par la presse, suivait les événements de près. Aussi, même si peu de métayers étaient de nationalité argentine et donc un potentiel appui électoral, la visibilité médiatique du conflit et son retentissement dans l’opinion des citadins contraignirent le gouvernement à agir. Menchaca prit l’initiative au motif que, selon lui, il était nécessaire de « se différencier de l’action du gouvernement national, favorable aux grands propriétaires terriens ». Selon l’historien Roy Hora, « Le nouveau contexte politique contribua à que le gouvernement radical de la province de Santa Fe adoptât une position favorable aux métayers en grève, et qu’il fît pression sur les propriétaires fonciers pour les amener à négocier une réduction des taux de fermage ».

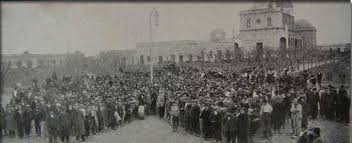
Manifestation à San José de la Esquina (province de Santa Fe).

Sur le moment, le gouvernement national, d’orientation conservatrice, et non tenu par des motivations électoralistes, adopta quant à lui une atitude moins complaisante envers les revendications des paysans. De fait, dans le reste du pays, la grève fut réprimée ou, à certains endroits, dédaignée.
Dans le paysage politique de la province figurait alors également la Liga del Sur, nouveau mouvement fondé par Lisandro de la Torre, qui plaidait pour le droit de vote des étrangers, seul point du programme qui pût permettre une jonction avec les agriculteurs. De la Torre avait disputé le scrutin d’où Menchaca était sorti vainqueur, et avait emporté la deuxième place.
La commission nommée par Menchaca pour analyser le conflit avait rédigé un rapport qui dénonçait les abus des contrats de métayage, en particulier les clauses qui réglaient le travail du métayer. Le rapport condamnait les grands bailleurs et les intermédiaires, qu’il désignait comme les principaux responsables de la situation, et proposait d’imposer un montant maximum du fermage et de mettre les frais des sacs et du charroi à la charge des propriétaires de la terre ; en outre, le rapport préconisa que les contrats aient une durée de validité de trois ans et que les métayers puissent commercialiser la récolte pour leur propre compte. Le gouvernement provincial de Santa Fe fit diffuser ce rapport et s’en servit pour faire pression sur les propriétaires terriens et les faire arriver à un accord avec les métayers.
Les propriétaires terriens accusèrent le gouvernement de partialité et le requirent de garantir la liberté de travailler des métayers non grévistes. Finalement, Menchaca pencha pour une attitude ambivalente et ordonna la répression, tout en soutenant le mouvemant par le biais du ministre Daniel Infante, qui assistait les grévistes. Cela portera tout naturellement le mouvement à se garder de se politiser et donc à rejeter l’influence du Parti socialiste, une alliance de fait pouvant alors s’imposer propre à tempérer les revendications et à les mettre plus au diapason des propositions de l’UCR. D’autre part, sous les pressions de la Commission des propriétaires de la Société rurale de Rosario, Menchaca s’engagea aussi à protéger « tous ceux qui ne veulent pas se plier à la grève ».

##### Le gouvernement fédéral
L’attitude du gouvernement fédéral de Roque Sáenz Peña se caractérisa par la passivité et la prise de distance, en accord avec la défense de la propriété, avec l’ordre social comme garantie de la stabilité politique, et avec le soutien dont le parti au gouvernement bénéficiait de la part de l’élite foncière. Il est à noter que nombre de fonctionnaires dans le gouvernement étaient propriétaires terriens, comme p. ex. le vice-président Victorino de la Plaza.
Le président Sáenz Peña ne cessait d’affirmer que le problème ressortissait à la province et que le niveau fédéral ne devait pas intervenir. Certes, le ministre de l’Intérieur, Indalecio Gómez, offrit au gouverneur Menchaca son appui pour maîtriser le conflit, appui que celui-ci déclina alléguant que la situation était maîtrisée. Il y eut des foyers de répression, et nombre de propriétaires terriens, qui avaient des relations avec les commissaires de police locaux, avaient sollicité leur assistance. Au Congrès national, la présence du ministre de l’Agriculture fut réclamée pour une interpellation. Les réponses fournies par le ministre mettent en lumière l’interprétation faite par le gouvernement des causes du conflit : il déclara que le mouvement de grève était le fruit du manque d’organisation économique qui caractérisait l’industrie agricole dans le pays et qui avait été mis en évidence par la mauvaise récolte, laquelle avait provoqué des difficultés chez les colons, ce qui à son tour s’était traduit, à cause de l’action d’agitateurs et de la diffusion dans la presse, par la situation actuelle.
L’attitude du gouvernement se fondait sur le « présupposé de base de la nécessité d’une séparation fonctionnelle réelle entre d’une part le monde de la production, autorégulé par le marché, et d’autre part la sphère politique dont la vocation se limitait à garantir les conditions externes permettant de maintenir le rapport de domination, non directement politique, entre le capital et le travail ».Toutefois, l’opinion publique, par l’intermédiaire de la presse, mettait en cause avec de plus en plus de véhémence l’attitude jusque-là passive du gouvernement. Tous les milieux lui en faisaient grief, et tous enjoignaient à l’État de jouer dans ces moments critiques son rôle d’instance d’arbitrage unique. La presse qualifiait d’injustifiable la position présidentielle, critiquait âprement la lenteur des accords, demandait une participation plus active de l’État fédéral, et fustigeait le Pouvoir législatif, en particulier à travers la personne du député socialiste Juan B. Justo.
Il est à noter que le parti socialiste avait élaboré le Programa Socialista del Campo déjà mentionné (littér. Programme socialiste pour la campagne), comprenant, parmi d’autres mesures, une hausse des salaires pour les journaliers de ferme (peones de chacra), l’abolition des impôts qui renchérissaient les produits de consommation, une régulation des baux de fermage (favorable aux métayers), et un projet de partage des grandes propriétés foncières, le tout dans le cadre d’une alliance de fait et dans une vision d’ensemble tendant à voir comme un prolétariat rural les petits producteurs en butte avec leurs problèmes économiques.
L’avocat des métayers, Francisco Netri, rechercha l’appui de Justo et entretint avec lui une correspondance, dans laquelle le dirigeant socialiste prodiguait ses conseil au défenseur des grévistes. Netri pria Justo d’élaborer un statut pour l’organisation professionnelle qu’il était en train de mettre sur pied, quoique sans réussir à le convaincre. En outre, le député fit le déplacement vers la zone de Santa Teresa, dans la province de Santa Fe, où il put à loisir observer le déroulement du conflit. À signaler que l’opinion citadine qui suivait Justo n’acceptait pas les méthodes violentes des anarchistes. Justo cataloguait tous les métayers comme prolétaires, préférant ignorer, d’une part, la grande hétérogénéité du groupe des métayers, et d’autre part le comportement entrepreneurial qui caractérisait bon nombre d’entre eux, lequel comportement consistait en la recherche de profits moyennant la prise de risque ; ce faisant, Justo niait la nature d’entrepreneur capitaliste de certains métayers, maquillait leur profil, se voilait la face devant la circonstance que dans le cadre de leurs entreprises les métayers embauchaient des ouvriers et agissaient donc comme patrons, minimisait les nombreuses complexités ainsi que les divers acteurs de la production agricole familiale, construisait d’eux une image faussement homogène, une collectivité paysanne idéalisée, puis éleva cette image en outil de lutte politique, tout en cristallisant le présent contentieux dans la figure du bail de fermage, combattu pour la circonstance. Que les métayers aient eu en général, comme collectivité, un profil politique assez différent de ce mythe, apparut au grand jour quelques années plus tard, à l’occasion de la grève des ouvriers agricoles (Huelga de Braceros) de 1919, lorsque par la voie du journal La Tierra, organe de diffusion officiel de la Fédération agraire argentine, ils accusaient les agitateurs anarchistes de manœuvres conspiratives visant à attiser le conflit ; certains auteurs ont pu parler à leur propos de « conservatisme fondamental ».

#### Rôle de la presse
La presse permit au mouvement de grève de déborder du seul monde agraire, d’avoir un retentissement également dans l’opinion citadine, et de susciter l’intérêt dans différentes villes à travers l’Argentine, au-delà des seules villages et bourgs des environs. Les plus engagés sous ce rapport étaient principalement les quatre journaux à tirage quotidien suivants : La Nación (qui, de tendance conservatrice, tiendra une ligne éditoriale plus en faveur des intérêts des secteurs propriétaires, mais paradoxalement placera le sujet du « partage » de la terre au centre de la discussion), La Vanguardia (journal socialiste, organe officiel du PS, qui défendit les agriculteurs, en taxant les propriétaires terriens de « féodaux »), La Prensa, et La Capital (qui, établi à Rosario, fut le journal qui voua le plus d’espace à la diffusion de la protestation ; il soutint les revendications des métayers et la politique du gouvernement radical de la province, qu’il qualifiait de progressiste, et situa la cause du mécontentement dans les conditions de travail des métayers). De fait, la presse contribua à placer la thématique sur l’agenda politique, et ce fut là peut-être l’un des aboutissements les plus notables du mouvement d’Alcorta.

### Résultats

#### Aboutissement des revendications
À partir d’août 1913, la tension commença à retomber lentement, à la faveur des récoltes meilleures et des premiers accords obtenus, ce qui conduisit à l’instauration d’une trève, mais ne permit pas une solution de fond. La commission officielle du gouvernement provincial se prononça en faveur des grévistes et établit des conditions favorables aux métayers pour la signature des contrats de fermage. De façon générale, le contenu du cahier de revendications des métayers était accepté.
Le conflit en soi dura environ trois mois, mais eut des prolongements bien au-delà du Grito de Alcorta, car les compromis réalisés n’étaient dans bon nombre de cas que temporaires et la situation ne reçut pas alors de solution définitive. Les nouveaux contrats de fermage représentaient une certaine stabilité, mais les métayers ne tardèrent pas à s’aviser qu’en l’absence d’une loi sur les baux de fermage, il n’y avait pas de solutions durables. En effet, les contrats abusifs allaient resurgir lors de chaque nouvelle conjoncture difficile, réactivant les instances de mobilisation, avec l’exigence réitérée d’une législation appropriée et la demande de protection de l’État contre l’exploitation des particuliers. Ce qui fut mis à nu par le conflit est l’instabilité de la structure de production de l’économie agraire, y compris lorsqu’elle permettait de dégager des profits.
Si donc le mouvement peut en lui-même être considéré comme un succès, sa portée fut cependant limitée, en ceci que la structure de base de la propriété de la terre, de la commercialisation et du crédit ne fut pas mise en cause. La question agraire resta inscrite depuis lors sur l’agenda politique, et en 1921 fut adoptée la première loi sur le métayage (loi no 11.170, ou Ley de arrendamientos rurales), qui prescrivait les conditions minimales auxquelles devaient satisfaire les contrats de métayage.
Le Grito, s’il n’eut certes pas pour effet de changer substantiellement la structure agraire existante, favorisa toutefois l’apparition d’organisations paysannes également dans d’autres lieux en Argentine, comme la Liga Agraria à Bahía Blanca et la Liga Agraria dans la province de La Pampa, lesquelles prirent part, aux côtés des forces armées, à un congrès national paysan où, outre les revendications ponctuelles adressées aux propriétaires terriens et aux négociants, les participants s’associèrent aux postulats de la Révolution mexicaine d’Emiliano Zapata, et où l’on entendit pour la première fois en Argentine la devise « la terre à qui la travaille ».

#### Rétentissement et prolongements
Le Grito, débordant de son terrain initial immédiat, s’invita bientôt dans la presse, dans les gouvernements national et provincial, et dans les partis politiques, et du même coup prit des caractéristiques différentes. Cette métamorphose s’opéra en premier lieu sous le rapport des revendications, car c’est en effet dans cet espace de débat public plus vaste qu’elles purent s’élargir pour englober désormais d’autres facettes alors en discussion de la structure de production agricole régnante, sans exclure la redistribution des ressources, en particulier de la terre, problématique qui, si elle figurait de longue date à l’ordre du jour en Argentine, acquit une vigueur renouvelée avec la crise et le conflit d’Alcorta. D’autres acteurs de l’économie rurale, tels que ceux liés à la commercialisation, appuyèrent et encouragèrent la grève, étant donné que leurs intérêts étaient également en jeu, cependant sans pour autant remettre en question la structure de production ou de propriété.
Le Grito d’Alcorta connut une visibilité que n’eurent pas les mouvements de même type antérieurs ou ultérieurs. Cela s’explique en partie par les réseaux de contacts politiques et d’amitié, ou du moins la convergence d’intérêts (et peut-être aussi idéologique) entre les métayers et les dirigeants socialistes, qui impulsèrent et aidèrent à structurer les actions pendant la phase d’organisation de la réplique paysanne à la conjoncture. Il est à noter que les meneurs du mouvement, notamment Antonio Noguera, vaquaient à des activités de type urbain, et surent conférer à la protestation paysanne une tonalité et une visibilité totalement nouvelles, qui eurent un impact non seulement au niveau local, mais aussi et surtout dans les grandes villes, donnant au mouvement une dimension naguère encore impensable.
La grande visibilité journalistique et politique du Grito eut d’autres conséquences : il s’inséra dans le champ de mobilisation des autres secteurs sociaux et déclencha une série de demandes de changement qui, canalisées par la nouvelle structure corporative, ne se bornera plus à exiger seulement une participation accrue à la rente. Les métayers avaient découvert qu’ils étaient capables de s’organiser, et d’autre part que la presse avait rendu compte du conflit de manière telle que leurs revendications avaient conquis dans l’opinion publique des villes et au sein des partis politiques une place centrale, et ce surtout d’une manière inédite. Cela transforma l’association paysanne en un acteur désormais politique, un représentant attitré du secteur, qui, bien qu’hétéroclite dans sa composition, apporta de la cohérence à l’action corporative et créa le climat nécessaire à la promulgation — quoique pas avant 1921 — de la première loi sur les baux agricoles.

#### Fondation de la Fédération agraire argentine (FAA)
Une des retombées immédiates du Grito de Alcorta fut le regroupement professionnel des colons agricoles, qui déboucha sur la fondation de la Fédération agraire argentine (FAA). La création de la FAA, association de petits propriétaires et de métayers, est sans doute la conquête la plus significative de ce mouvement de protestation.
L’idée en était venue à Francisco Netri, qui, avec la collaboration d’Antonio Noguera, socialiste catalan qui deviendra le premier président de ladite association, et de Francisco Bulzani, dirigeant fortement engagé et imprégné d’idées anarchistes, convoqua pour le 1er août 1912 une assemblée générale des différentes commissions de grève et invita celles-ci à y envoyer des délégués dans le but de jeter les bases d’un organisme syndical agraire, qui dans un premier temps reçut nom de Federación Agraria Agrícola. La réunion se tint dans le local de la Sociedad Italiana Garibaldi de la ville de Rosario, et rassembla plus de 700 paysans, en représentation de 87 zones agricoles dans les provinces de Santa Fe, de Buenos Aires et de Córdoba. Y assistaient également les membres de la Commission officielle représentant le gouvernement provincial, les docteurs Daniel Infante, Ricardo Caballero et Toribio Sánchez, ainsi que trois délégués de la Société rurale de Rosario, quelques envoyés de la presse, et un groupe de femmes paysannes. Un des points les plus débattus lors de cette réunion fut la solution à apporter à la grève. L’on se mit d’accord que les métayers qui seraient parvenus à s’accorder avec les propriétaires auraient à se remettre au travail et à lever la mesure de grève, et que ceux qui n’y seraient pas encore parvenus agiraient de la même manière aussitôt un accord trouvé, de sorte que le grève finisse par s’éteindre. La réunion fut close avec la résolution de créer une société syndicale avec la dénomination de Federación Agraria Argentina, dont on projeta de rédiger les statuts lors d’une nouvelle réunion, qui se tint le 15 août et où les statuts furent approuvés, acte de naissance de la Fédération.

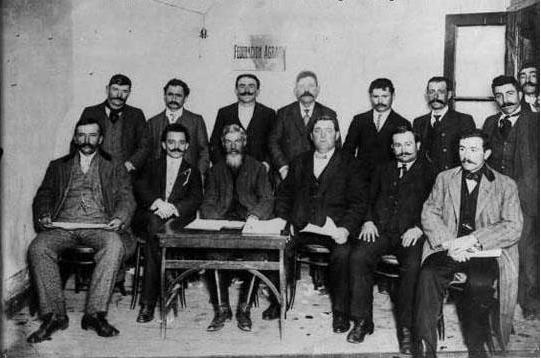
Premier Comité central de la FAA (1912).

Ainsi les métayers avaient-ils pour la première fois été capables de construire une organisation qui pût institutionnaliser leurs revendications, et qui sera le point de départ d’une phase de représentation professionnelle totalement différente de la période antérieure, où les mouvements de révolte, y compris ceux qui s’accompagnaient d’un soulèvement armé (comme la rébellion de Santa Fe de 1893), n’avaient jamais abouti à quelque chose de semblable. La Federación Agraria Argentina, en s’appliquant à définir ses objectifs, à arrêter son profil, et à fixer un programme d’action à long terme, se dota d’une charpente politique et symbolique clef, à une époque où la représentation corporative des différents secteurs de l’économie commençait à peine à prendre corps comme stratégie d’action. La FAA fut en mesure ensuite de mener la lutte pour les revendications paysannes et d’élargir ses critiques à la structure agraire dans son ensemble.
Dans l’article premier desdits statuts, il était énoncé que la Federación Agraria se proposait de « contribuer au mouvement d’organisation et d’amélioration matériel et moral des agriculteurs et des autres travailleurs directement en rapport avec ceux-ci, en mettant au service des droits de chacun les énergies de toute la collectivité ». À cet effet furent conçus et réalisés les projets suivants : création de caisses rurales ; gestion des assurances contre intempéries ; secours mutuel des associés ; diffusion de l’instruction agricole au moyen de conférences et de bibliothèques ambulantes ; plaidoyer auprès des pouvoirs publics pour l’abolition des taxes à la production agricole ; obtention d’indemnisations pour les métayers en récompense des bonifications réalisées dans les campagnes ; amélioration des infrastructures de production ; défense des droits des affiliés ; plaidoyer pour la baisse du fret et pour la construction de hangars d’entreposage ; stimulation du coopérativisme comme moyen d’être en position plus avantageuse lors de l’acquisition de biens de consommation et d’équipement et de la commercialisation de la récolte. D’autre part, la réforme du régime d’utilisation et de propriété de la terre fut proposé comme étant l’unique voie capable d’améliorer la qualité de vie et de travail du secteur. Il fut décidé que tout nouveau contrat de métayage devaient préalablement être soumis pour avis à la Federación afin de conseiller les métayers à leur propos. Mais en outre, on fixa comme buts primordiaux et objectifs à long terme : le fractionnement des latifundiums ; le crédit agraire ; l’appui aux résolutions du gouvernement, provincial ou national, qui seraient bénéfiques aux agriculteurs ; et obtenir de l’État qu’il destine une somme annuelle à l’achat de terres, à rétrocéder ensuite aux colons en propriété.
Peu de temps après, deux tendances antagonistes commencèrent à se dessiner au sein de la FAA. Les raisons de cette divergence tournaient autour de l’influence des idéologies politiques dans l’organisation syndicale. Netri ne voulait pas voir la FAA s’aligner sur aucune idéologie politique, concrètement : la voir se soumettre à l’influence des socialistes et des anarchistes ; à l’opposé, Antonio Noguera, militant actif du mouvement socialiste, proposa, de son siège de président, l’insertion de la nouvelle fédération dans le camp socialiste, et fut soutenu en cela par les bases socialistes dans la FAA, qui, forts de l’appui de l’organe de presse socialiste La Vanguardia, cherchaient à accaparer l’initiative des luttes agraires.

## Centenaire et monument commémoratif
En 2012, dans le cadre du centenaire du Grito de Alcorta, le gouverneur de la province de Santa Fe Antonio Bonfatti présenta le projet architectural d’un « espace commémoratif » monumental à créer dans la commune d’Alcorta, et accorda à cette commune un subside à hauteur de plus d’un million de pesos pour en assurer la réalisation. Le coût total est d’environ 4 500 000 pesos, mais les initiateurs ont bénéficié en outre de subventions nationales pour sa construction. L’initiative en avait été prise par la Fédération agraire argentine, qui confia la maîtrise d'ouvrage au ministère des Travaux publics et du Logement du gouvernement provincial. Le bâtiment, dont les plans ont été dessinés par l’architecte argentin Claudio Vekstein, et dont les travaux ont commencé en 2012 et se sont achevés en 2018, occupe une superficie de quelque 400 m2 et renferme un auditorium, une salle de projection, une salle de théâtre et des espaces pour expositions permanentes et temporaires sur le Grito. La maquette avait d’abord été exposée dans les locaux de la Sociedad Italiana d’Alcorta, le lieu où 100 ans auparavant se tint l’assemblée qui déboucha sur la proclamation d’une grève illimitée. Le gouverneur Bonfatti déclara à cette occasion : « Ce fut un Cri, parce que le modèle de société d’alors en était un d’exclusion et élitiste, où ceux qui travaillaient la terre étaient exclus [de la propriété] de la terre. Les anciens colons ne voulaient pas être de la main-d’œuvre exploitée et luttèrent pour une loi qui tienne compte d’eux et qui les protège ». Vu de la route, le monument présente sur sa face nord une vaste paroi qui veut reconstituer, sur la foi de photos anciennes, les traditionnels empilements de sacs de maïs, que les producteurs avaient coutume de dresser pour garantir des intempéries leur récolte. L’édifice se trouve au milieu d’un parc planté de différentes espèces d’arbre.